# Черновцы
Черновцы́ (укр. Чернівці́ [tʃern⁽ʲ⁾iu̯ˈts⁽ʲ⁾i], до 1944 — Чернови́цы, рум. Cernăuți; нем. Czernowitz; пол. Czerniowce; идиш טשערנאוויץ‎) — город на западе Украины, в 40 км к северу от румынской границы и в 50 км от молдавской границы. Административный центр Черновицкой области, Черновицкого района и Черновицкой городской общины.
Расположен на реке Прут. Является центром исторической области Буковина и Черновицкой агломерации.

## История

### XII—XV вв. Киевская Русь
Предшественником Черновцов является Ленковецкое городище на левом берегу Прута (ныне микрорайон Ленковцы). Крепость была заложена 1150-х годах галицким князем Ярославом Осмомыслом для обороны южных рубежей княжества. Б. А. Тимощук предполагал, что этот город назывался Чёрном, упомянутым в известном летописном «Списке русских городов дальних и ближних» конца XIV века как один из «валашских» городов. Данное название могло быть связано с чёрными деревянными стенами. Название нового города Черновцы, основанного на более безопасном правом берегу Прута в начале XV века, могло являться катойконимом Черна, то есть названием его жителей. Есть, однако, и другие гипотезы по локализации летописного Черна, в частности, Алчедарское городище в Молдавии.
Город на левом берегу Прута располагался на перекрёстке торговых путей и активно развивался. Его детинец имел серьёзные укрепления, вокруг него располагались посады площадью 30 га. После дезинтеграции Галицко-Волынского княжества он попал под контроль молдавских господарей. Точная дата разрушения не установлена. По мнению исследователей, это произошло в период борьбы Польского королевства и Молдавского княжества за Шипинскую землю в конце XIV — начале XV веков.

### XV—XVIII вв. Молдавское княжество
Самое раннее письменное упоминание о Черновцах зафиксировано в грамоте о торговых привилегиях, которую молдавский господарь Александр Добрый выдал львовским купцам 8 октября 1408 года, где «у Черновцы» взималось «мыто черновское» (таможенная пошлина). В той же грамоте впервые упоминаются и некоторые другие города Буковины и Молдавии.
Город располагался на пересечении торговых путей из северо-западной Европы на Балканы и в Турцию. Во времена Стефана Великого Черновцы уже были городом: в 1476 году известен уже целый административный район — «Черновская держава»; в документе 1490 года Черновцы прямо именуются городом — «от место от Черновцех».
Однако в XV—XVI веках город несколько раз разрушался и пришёл в упадок. С середины XVI века Молдавское княжество становится вассалом Османской империи. Город опустошался во время войн Молдавии с Польшей (1497, 1509, 1688), турками (1476 и 1714) и татарами (1626, 1646—1650, 1672). Казаки (под предводительством Богдана Хмельницкого) побывали в Черновцах в 1650 и 1653 годах. После поражения шведской армии Карла XII под Полтавой зимой 1709—1710 гг., преследуя шведскую армию и части примкнувших к шведам казаков Мазепы, впервые заняли Черновцы русские войска. Позже они снова в нём побывали в русско-турецкую войну 1735—1739 годов. В 1762 в нём было около 200 деревянных домов и около 1200 жителей. К 1774 году здесь жило около 290 семей и было три деревянных церкви. Вследствие очередной русско-турецкой войны 1768—1774 годов Черновцы были снова заняты русскими войсками, а затем перешли под власть Австрии.

### 1775—1914. Габсбургская монархия

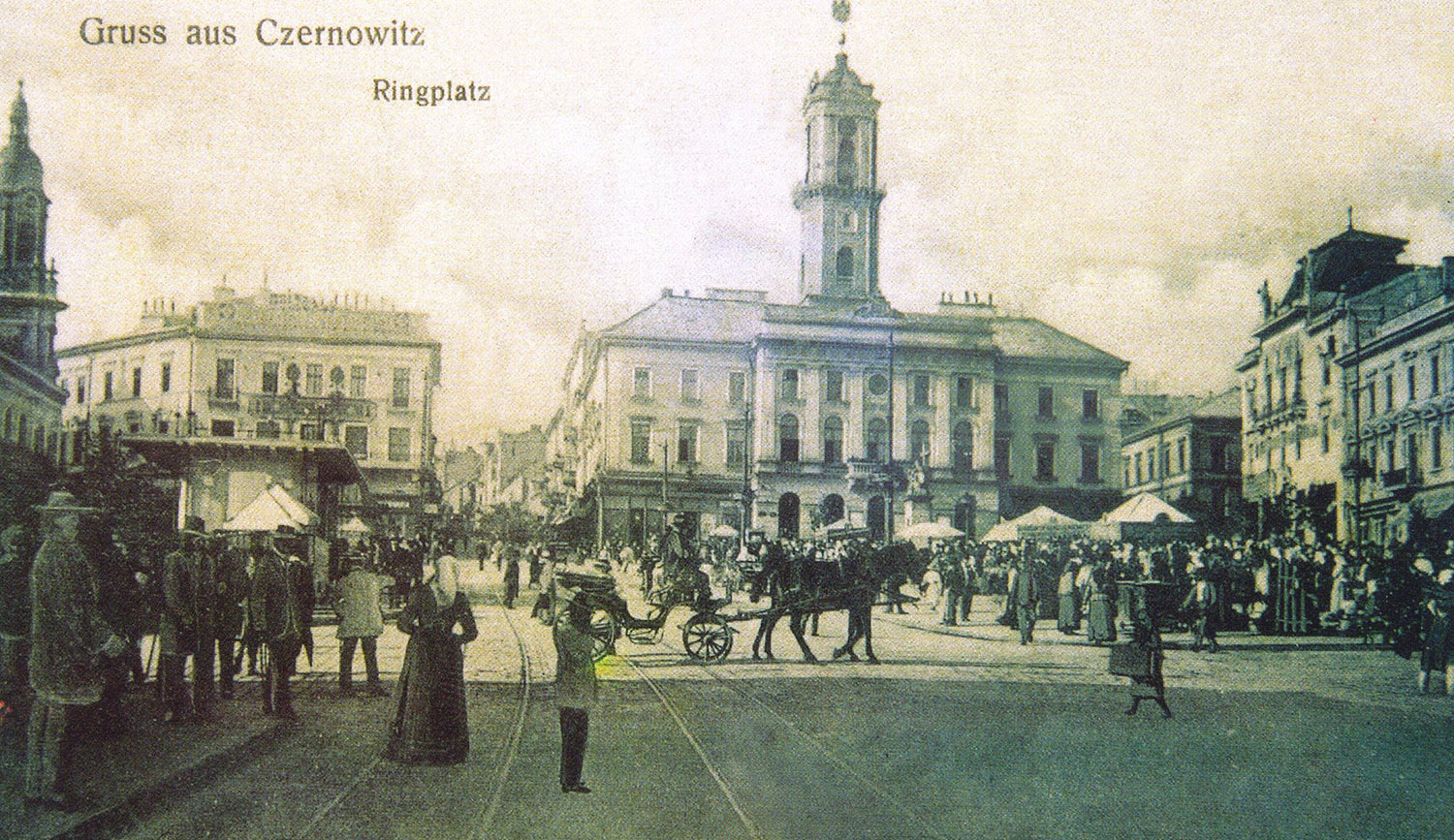
Площадь Рынок в конце XIX — начале XX века

В 1775 году австрийская императрица Мария Терезия, воспользовавшись поражением турок в русско-турецкой войне 1768—1774, присоединила Буковину вместе с Черновцами к империи Габсбургов.
С самого начала австрийского господства Черновцы стали центром всей Буковины: вначале военной администрации (1774—1786), затем гражданского управления: в 1786—1849 — Буковинского округа, входившего в состав Галичины, в 1849 году — автономного края (коронной провинции) Буковины. В 1864 году Черновцы обрели полное местное самоуправление.
Переход из турецко-балканской в западноевропейскую сферу влияния положительно сказался на росте населения. Уже в 1779 в Черновцах было 3200 жителей, и это число росло благодаря притоку немцев (служащих, учителей, торговцев), а также украинцев и поляков из Галичины, евреев, румын и украинцев из Буковины. Рост численности города Черновцов в XIX веке был стремительным. Так, в 1816 году всё население Черновцов составляло 5 416 человек, в 1880 году — 45 600, в 1890 году — 54 171 человек.

### 1914—1918. Первая мировая война
Во время Первой мировой войны Черновцы трижды были оккупированы российскими войсками: (30.08.1914—21.10.1914; 26.11.1914—18.2.1915; 18.06.1916—02.08.1917). Власти Российской империи ввели в городе жёсткую цензуру, закрыли все национально-культурные общества, газеты, преследовали евреев (часть их была эвакуирована в Чехию). Многие евреи, в том числе бургомистр Черновцов доктор С. фон Вайссельбургер, были высланы в Россию. Облегчение положения принесла февральская революция 1917, когда губернатором Буковины стал А. Лотоцкий. Местное население в целом было враждебно настроено в отношении российского оккупационного режима и в августе 1917 года, после освобождения города жители 3 дня праздновали это событие.
С началом распада Австро-Венгерской империи 3 ноября 1918 года в Черновцах состоялось многотысячное народное вече, на котором была принята резолюция о вхождений Северной Буковины, населённой преимущественно украинцами, в состав Западно-Украинской Народной Республики (ЗУНР). 6 ноября представитель Австро-Венгерской империи передал власть Украинскому комитету во главе с Е. Поповичем. Но уже 11 ноября, после подписания перемирия между Германией и странами Антанты, Черновцы вопреки народному волеизъявлению были оккупированы румынскими войсками, которые чинили на своём пути кровавые еврейские погромы. 28 ноября румынский Генеральный конгресс Буковины провозгласил «воссоединение» всей территории Буковины в составе Румынии.

### 1918—1940. Королевство Румыния
При румынской власти Черновцы остались административным центром Буковины и стали крупным экономическим центром. в 1936 году здесь работали 155 больших и 61 малое предприятие. В межвоенный период город интенсивно застраивался; было построено множество жилых и общественных зданий.
В 1940 году Буковина была разделена на Северную (отходившую к СССР) и Южную (остававшуюся в составе Румынии). Черновцы были заняты Красной Армией и вошли в состав Украинской ССР. 5 июля 1941 года город был занят румынскими войсками (воевавшими на стороне Германии) и административно вошёл в состав Румынии.
29 марта 1944 года в ходе Проскуровско-Черновицкой операции Черновцы практически без боя снова были заняты войсками 1-го Украинского фронта.

### 1944—1991. Украинская ССР
После Второй мировой войны началась индустриализация города, здесь были созданы машиностроительный завод, масложировой комбинат, мясокомбинат, сахарный комбинат и другие предприятия машиностроительной, приборостроительной, химической и пищевой промышленности. Рост промышленности потребовал подготовки соответствующих кадров, активно развивалась наука. Население города значительно увеличивалось, соответственно расширялись и географические границы. Город был крупным железнодорожным узлом, функционировал аэропорт.

### После 1991 года
В начале 1990-х годов в городе началось строительство фабрики текстильно-художественных изделий, но после распада СССР строительство было остановлено, а в сентябре 1993 года Кабинет министров Украины принял решение о продаже недостроенного предприятия.
В 1997 году было сокращено количество образовательных учреждений: профессионально-технические училища № 8 и № 11 объединили в ПТУ № 8

## Политико-административное устройство
Органом местной власти является Черновицкая городская рада (совет), которая насчитывает 60 депутатов. Руководит общиной городской глава, избирающийся непосредственно общиной на основе прямого избирательного права. Городской глава одновременно возглавляет городскую раду и её исполнительный комитет.
Город с 1965 по 1 января 2016 административно делился на три района с районными советами:
- Першотравневый;
- Шевченковский;
- Садгорский.

Они были упразднены решением горсовета от 25 мая 2015 (вступило в силу 1 января 2016) в соответствии с общеукраинской административной реформой по уменьшению численности бюрократического аппарата.

## География
Город Черновцы расположен в Прикарпатье, на границе между Карпатами и Восточно-Европейской равниной, на правом берегу реки Прут (на левом — предместье Садгора, ныне включённое в состав города).
Город раскинулся на террасах долины реки Прут на высотах от 100 до 250 м над уровнем моря. В северной части города в Прут впадает река Шубранец.
Крупнейший парк города — парк им. Т. Г. Шевченко.

## Климат
Город расположен в умеренном поясе, климат — умеренно континентальный с мягкой зимой и тёплым летом. Среднегодовая температура воздуха составляет +7,9°С, наиболее низкая она в январе (-4,9°С), наивысшая — в июле (+18,7°С). Зима в среднем наступает 28 ноября, а заканчивается 9 марта; лето начинается 20 мая, а заканчивается 10 сентября. В среднем за год в Черновцах выпадает 660 мм атмосферных осадков, меньше всего — в октябре и январе-феврале, больше всего — в июне-июле. Каждый год в зимний период образовывается снежный покров, однако его высота незначительна.
- Абсолютный минимум температуры зафиксирован 11 января 1940 г. — −31,5 °С
- Абсолютный максимум температуры зафиксирован 20 августа 1946 г. — 37,7 °С
- Средняя скорость ветра — от 3,3 м/с в июле до 4,0 м/с в январе
- Среднегодовая влажность воздуха — 77 %

| Показатель                    | Янв.  | Фев. | Март  | Апр.  | Май  | Июнь | Июль | Авг. | Сен. | Окт. | Нояб. | Дек. | Год   |
| ----------------------------- | ----- | ---- | ----- | ----- | ---- | ---- | ---- | ---- | ---- | ---- | ----- | ---- | ----- |
| Абсолютный максимум, °C       | 17,8  | 21,3 | 24,6  | 30,9  | 33,5 | 35,6 | 37,4 | 37,7 | 36,7 | 31,0 | 24,9  | 17,9 | 37,7  |
| Средний суточный максимум, °C | 0,1   | 1,7  | 7,2   | 14,5  | 20,4 | 23,1 | 25,1 | 24,6 | 19,6 | 13,8 | 6,1   | 0,9  | 13,1  |
| Средняя температура, °C       | −2,9  | −1,8 | 2,7   | 9,2   | 14,9 | 18,0 | 19,8 | 19,1 | 14,3 | 8,8  | 2,6   | −1,9 | 8,6   |
| Средний суточный минимум, °C  | −5,7  | −4,7 | −0,9  | 4,6   | 9,8  | 13,3 | 15,1 | 14,4 | 9,9  | 4,9  | −0,2  | −4,4 | 4,7   |
| Абсолютный минимум, °C        | −30,7 | −29  | −21,7 | −13,6 | −2   | 3,0  | 7,4  | 3,4  | −4,4 | −9,7 | −17,5 | −28  | −30,7 |
| Норма осадков, мм             | 26    | 30   | 32    | 47    | 75   | 88   | 97   | 75   | 50   | 36   | 32    | 33   | 621   |
| Источник: Погода и климат     |       |      |       |       |      |      |      |      |      |      |       |      |       |

| Показатель                    | Янв. | Фев. | Март | Апр. | Май  | Июнь  | Июль | Авг. | Сен. | Окт. | Нояб. | Дек. | Год   |
| ----------------------------- | ---- | ---- | ---- | ---- | ---- | ----- | ---- | ---- | ---- | ---- | ----- | ---- | ----- |
| Средний суточный максимум, °C | 0,3  | 2,3  | 8,8  | 16,2 | 20,8 | 25,1  | 26,8 | 26,9 | 22,1 | 14,5 | 7,6   | 2,8  | 14,5  |
| Средняя температура, °C       | −2,2 | −0,8 | 4,6  | 10,7 | 15,5 | 20,0  | 21,4 | 21,0 | 16,5 | 10,1 | 4,7   | 0,2  | 10,1  |
| Средний суточный минимум, °C  | −4,8 | −4   | 0,3  | 5,2  | 10,2 | 14,9  | 15,9 | 15,1 | 11,0 | 5,7  | 1,9   | −2,3 | 5,7   |
| Норма осадков, мм             | 26,0 | 31,4 | 44,6 | 38,5 | 78,7 | 101,5 | 65,5 | 41,5 | 49,4 | 41,6 | 28,1  | 36,8 | 583,6 |
| Источник: WeatherOnline       |      |      |      |      |      |       |      |      |      |      |       |      |       |

## Население

### Численность населения и его динамика
| 2005    | 2015     | 2017     | 2018     | 2021     |
| ------- | -------- | -------- | -------- | -------- |
| 242 300 | ↗266 550 | ↘264 333 | ↗265 682 | ↘265 471 |

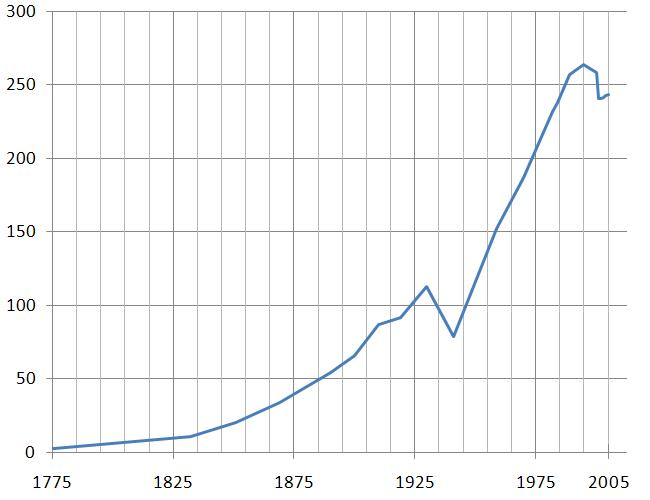
Демографическое развитие Черновцов (тысяч человек по годам)

Численность населения города по данным на 1 июля 2024 года составляла около 260 тысяч жителей.
В июле 1762 года монах-иезуит И. Боскович, который сопровождал английского посла Портера, в своём дневнике записал, что население города состояло из православных и евреев, которые жили в 200 хатах. Начиная с 1775 г. население Черновцов неуклонно возрастало благодаря притоку из Буковины, а ещё больше из Галиции (украинцев и поляков) и немцев из Австрии и Германии.
В советские времена население Черновцов стремительно увеличилось за счёт миграции в город сельского населения. Значительный рост населения города был зафиксирован в 1970-х — 1980-х годах, что обуславливалось строительством и размещением больших промышленных объектов на территории города. Это вызвало приток рабочей силы из восточных областей и окружающих населённых пунктов. Начиная с тысяча девятьсот девяностых годов наблюдалась определённая стабилизация роста населения с сохранением тенденции к увеличению. В 2000—2001 годах произошёл спад численности населения города. Не исключено, что это связано с упорядочением данных о численности населения во время Всеукраинской переписи 2001 года.
Динамика естественного прироста населения Черновцов за последние 15 лет подобна динамике в других городах Украины. В целом, за это время естественный прирост населения уменьшился почти вчетверо. Особенно резкое падение естественного прироста наблюдалось на протяжении 1989—2001 годов. С 2001 года отрицательный показатель естественного прироста населения несколько уменьшается, тем не менее, количество умерших продолжает превышать количество рождаемых. В 2005 году естественный прирост составлял −357 человек.
| Год                  | 1775 | 1794 | 1832 | 1851 | 1869 | 1890 | 1900 | 1910 | 1919 | 1930  | 1941 | 1959  | 1970  | 1982  | 1984  | 1989  | 1995  | 2000  | 2001  | 2002  | 2003  | 2004  | 2005  |
| Население, тыс. чел. | 2,3  | 5,0  | 11,0 | 20,4 | 34,0 | 54,2 | 65,8 | 87,1 | 91,9 | 112,4 | 78,8 | 152,3 | 187,0 | 232,0 | 238,0 | 256,6 | 263,6 | 258,5 | 240,6 | 240,5 | 241,2 | 242,3 | 243,5 |

Черновцы — молодой город: большая часть населения Черновцов имеет возраст до 44 лет (в 2005 году — 63,85 %). Тем не менее, прослеживается тенденция нарастающего «старения» населения. С 1989 года по 2005 год доля населения возрастом 0-14 лет сократилась с 21,70 % до 13,85 %.

### Национальный состав
С 1775 года Черновцы приобрели смешанный характер национального состава. Кроме украинцев и румын, здесь селились евреи, немцы и поляки.

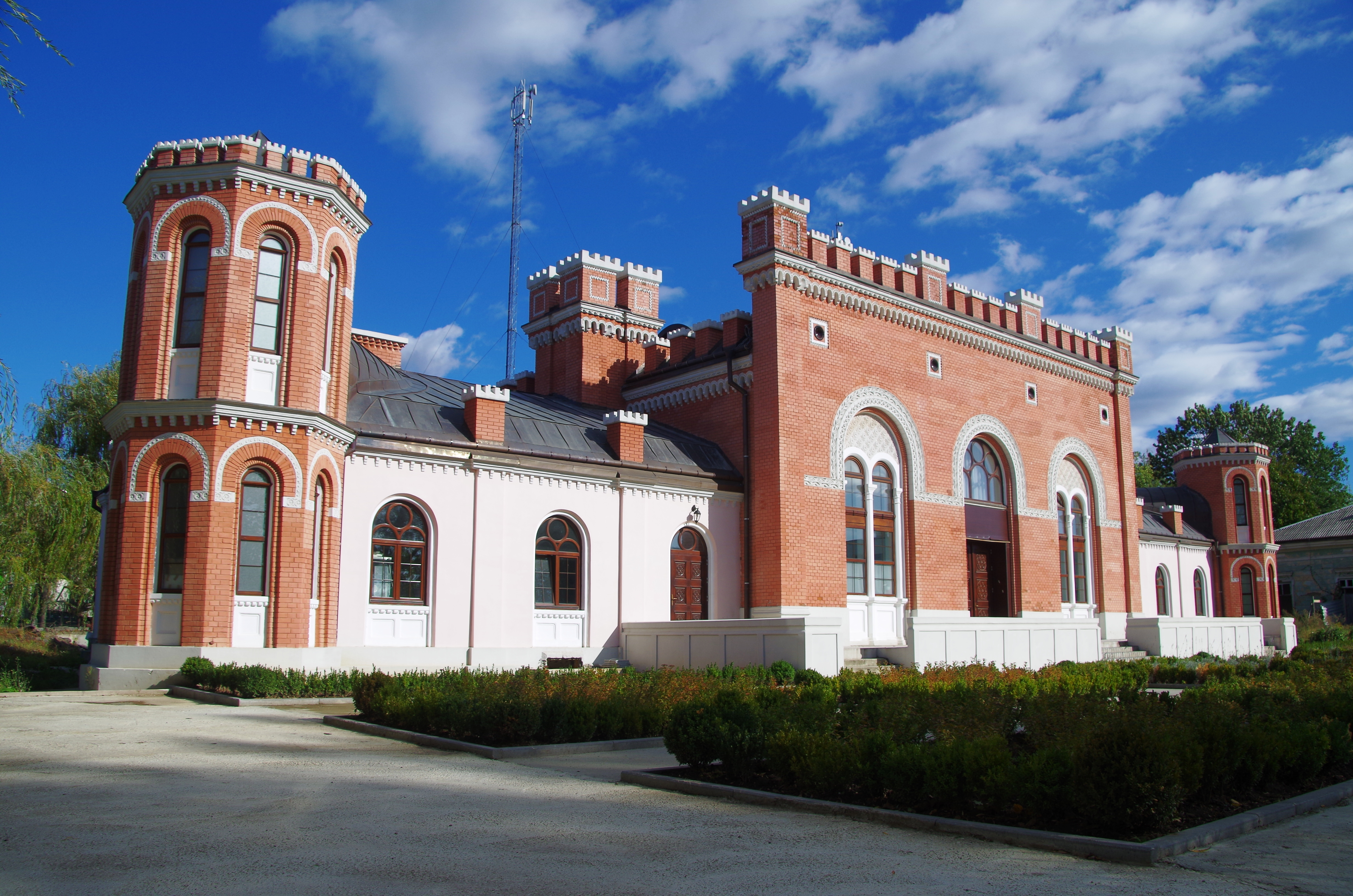
Садгорская синагога

В австрийский период по данным народной переписи от 19.12.1890 года в Черновцах был такой национальный состав:
- немцы и евреи — 55 162 (60,7 %);
- румыны (валахи) — 19 918 (21,9 %);
- украинцы — 12 984 (14,3 %);
- поляки, мадьяры и прочие — 2781 (3,1 %)

В румынский период (1930 год) соответственно:
- евреи — 29 %
- румыны — 26 %
- немцы — 23 %
- украинцы — 11 %
- поляки — 7 %

В 1940 году из Черновцов было репатриировано почти всё этническое немецкое население. Перепись 1941 года показывает большие изменения в национальном составе населения, которые произошли в результате как вышеуказанной репатриации, так и миграционных процессов в начале второй мировой войны.
В советский период резко сократилась численность поляков, уменьшилась доля румын (17 %), в 90-е годы практически полностью покинули город евреи, вместе с тем увеличилась численность украинцев (62 %) и русских (11 %).
По данным Всеукраинской переписи населения 2001 года в населении города присутствовали следующие этнические группы:
- украинцы — 79,9 %,
- русские — 11,3 %,
- румыны — 4,5 %,
- молдаване — 1,6 %,
- поляки — 0,6 %,
- белорусы — 0,4 %.

### Языковой состав
До 1918 года в городе преобладал немецкий язык, на котором, кроме немцев, разговаривали также евреи (вместе они составляли половину населения города) и даже частично украинцы, румыны и поляки.
Родной язык населения по данным переписи 2001 года:
| Язык       | Численность, чел. | Доля     |
| ---------- | ----------------- | -------- |
| Украинский | 187 465           | 79,20 %  |
| Русский    | 36 150            | 15,27 %  |
| Румынский  | 7 706             | 3,26 %   |
| Молдавский | 2 557             | 1,08 %   |
| Другое     | 2 813             | 1,19 %   |
| Итого      | 236 691           | 100,00 % |

Украинский язык является основным и единственным официальным языком города.
Согласно опросу, проведённому Международным республиканским институтом в апреле-мае 2023 года, на украинском языке дома разговаривали 82 % населения города, на русском — 15 %, на румынском — 2 %.
27 июля 2023 года решением Черновицкого городского совета в Черновцах был введён мораторий на публичное использование русскоязычного культурного продукта.
Согласно опросу, проведённому Международным республиканским институтом в апреле-мае 2024 года, на украинском языке дома разговаривали 87 % населения города, на русском — 28 %, на румынском — 5 % (в отличие от опроса 2023 года был разрешён выбор нескольких вариантов).
По данным Государственной службы статистики Украины в 2023/24 учебном году из 48 486 получающих общее среднее образование в городских образовательных учреждениях Черновицкой области 47 165 (97,28 %) получали образование на украинском, 1 321 (2,72 %) — на румынском.

## Экономика
Состоянием на 1 января 2006 года общая численность субъектов хозяйственной деятельности в Черновцах составляла 25,5 тыс. В Государственном реестре было зарегистрировано 6739 юридических лиц — субъектов предпринимательской деятельности и почти 19 тыс. частных предпринимателей — физических лиц, которые представлены, прежде всего, малыми предприятиями. Объём реализованной продукции и предоставленных услуг малыми предприятиями в этот период составил 578 млн грн, или 22 % от общих объёмов по городу, а удельный вес в структуре налоговых поступлений города — 35 %. Наиболее привлекательными для малых предприятий являются торговля и сфера услуг, ресторанный и туристический бизнес.
В Черновцах успешно развивается оптовая и розничная торговля, промышленность и строительство. По объёмам реализации продукции на оптовую и розничную торговлю в 2005 году приходилось свыше 64 %, промышленность — 23 %, строительство — 6 %, операции с недвижимостью — 2,3 %, транспорт и связь — свыше 2 %.
| Объёмы продукции и услуг по основным видам деятельности, тыс. грн.                 | 2004 г. | 2005 г. |
| ---------------------------------------------------------------------------------- | ------- | ------- |
| Объём реализованной продукции промышленности, в том числе:                         | 615,8   | 1003,8  |
| добывающая промышленность                                                          | -       | -       |
| обрабатывающая промышленность                                                      | 453,4   | 745,3   |
| производство и распределения электроэнергии, газа и воды                           | 162,4   | 258,5   |
| Строительство                                                                      | 53,8    | 265,6   |
| Оптовая и розничная торговля; торговля транспортными средствами; услуги по ремонту | 646,7   | 2781,6  |
| Гостиницы и рестораны                                                              | 15,2    | 25,7    |
| Транспорт и связь                                                                  | 39,1    | 89,1    |
| Финансовая деятельность                                                            | 7       | 7,3     |
| Операции с недвижимостью, сдача под наём и услуги юридическим лицам                | 29,1    | 99,8    |
| Образование                                                                        | 7,6     | 13      |
| Здравоохранение и социальная помощь                                                | 2       | 6,5     |
| Коллективные, общественные и личные услуги                                         | 11,3    | 38,1    |
| ВСЕГО                                                                              | 1427,6  | 4330,5  |

### Промышленность
Промышленность Черновцов включает 10 отраслей, которые представляют 70 больших предприятий с общей численностью занятых свыше 20 тыс. чел. или 13 % трудоспособного населения города. Доля промышленности в общегородских налоговых поступлениях в бюджеты всех уровней составляет 21 %. Главными отраслями в промышленности города являются пищевая, лёгкая, машиностроение и деревообрабатывающая. Предприятия пищевой промышленности производят хлебобулочные изделия, спирт, масло, мясомолочную, плодоовощную и другую продукцию. В лёгкой промышленности преобладает производство швейных, трикотажных, чулочно-носочных изделий, резиновой и кожаной обуви, текстиля. Машиностроение представлено производством нефте- и газоперерабатывающего оборудования и сельскохозяйственной техники. В деревообрабатывающей отрасли доминирует производство пиломатериалов, мебели, столярных и других изделий из дерева.
В 2016 году в Черновцах был открыт крупный завод ООО «Аутомотив Электрик Украина» по производству электрокабельной продукции для автомобилей, учредителем которого является немецкая Prettl Kabel Konfektion GMBH.

### Торговля и сфера услуг
В 2005 году в городе функционировало 1922 предприятия торговли, 609 предприятий общественного питания, 892 объекта сферы услуг. В городе работает 25 рынков и микрорынков. Самим большим из них является коммунальное предприятие «Калиновский рынок», которое за 15 лет деятельности превратилось в современное многопрофильное предприятие с мощной инфраструктурой. Среднедневное количество посетителей «Калиновского рынка» достигает 50 тыс. чел., их обслуживает 9100 предпринимателей. Объёмы продаж и услуг в 2005 г. составили почти 23 млн грн, а доля налоговых платежей в городской бюджет — почти 10 % от общих поступлений.

### Транспорт

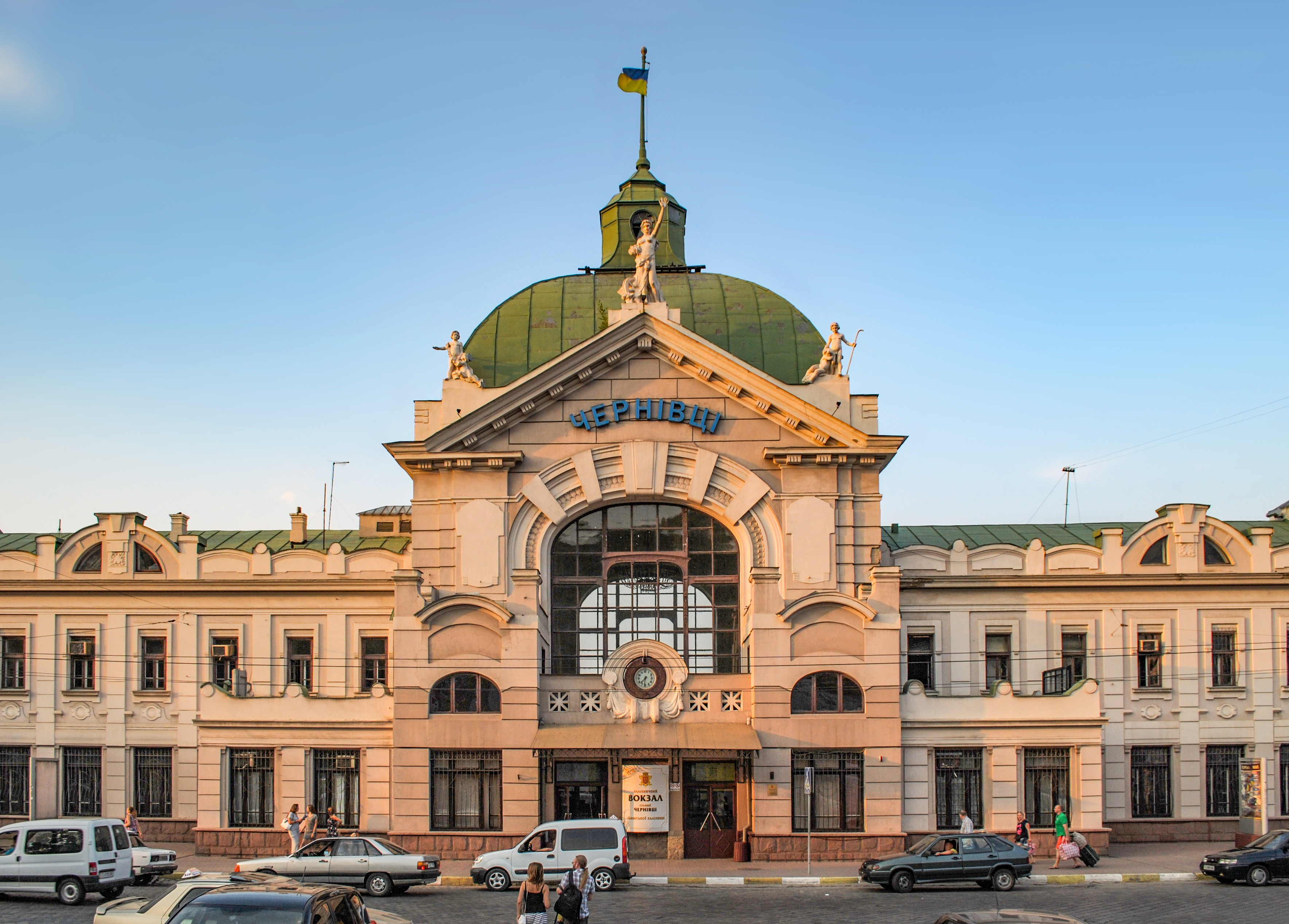
Железнодорожный вокзал

В Черновцах функционируют железнодорожный и автобусный вокзалы, международный аэропорт «Черновцы».
Железная дорога появилась в городе в 1866 году, соединив его с Веной (столицей государства на тот момент). В 1909 году сооружается новое здание железнодорожного вокзала, чтобы показать гостям города, что они приехали не в какую-то провинцию, а в «маленькую Вену над Прутом». Сегодня отсюда отправляются поезда во всех направлениях по Украине, а также по пригородным маршрутам.
Междугородное автобусное сообщение осуществляется от Центрального автобусного вокзала. Отсюда отъезжают автобусы по дальним маршрутам по всей Украине. Загородные поездки в пределах Черновицкой области осуществляются как от центрального автовокзала, так и от пригородных автостанций № 2 и № 3.
Аэропорт Черновцов имеет статус международного. Он обеспечивает (по состоянию на июль 2017 г.) регулярное воздушное сообщение с Киевом и Бергамо (Италия), а также сезонные рейсы за границу и грузоперевозки.
Черновцы имеют давние традиции общественного транспорта. 70 лет, с 1897 по 1967 гг., в городе функционировал трамвай. Сегодня пассажиров в Черновцах перевозят несколько видов общественного транспорта: троллейбусы, маршрутные автобусы и такси. Маршрутная сетка состоит из 41 автобусных и 10 троллейбусных маршрутов. Кроме того, услуги по перевозке пассажиров предоставляют около 20 служб радио-такси. Ведущим общественным транспортом в городе является троллейбус. Этот вид транспорта появился в Черновцах в 1939 г.

## Туризм и экскурсии

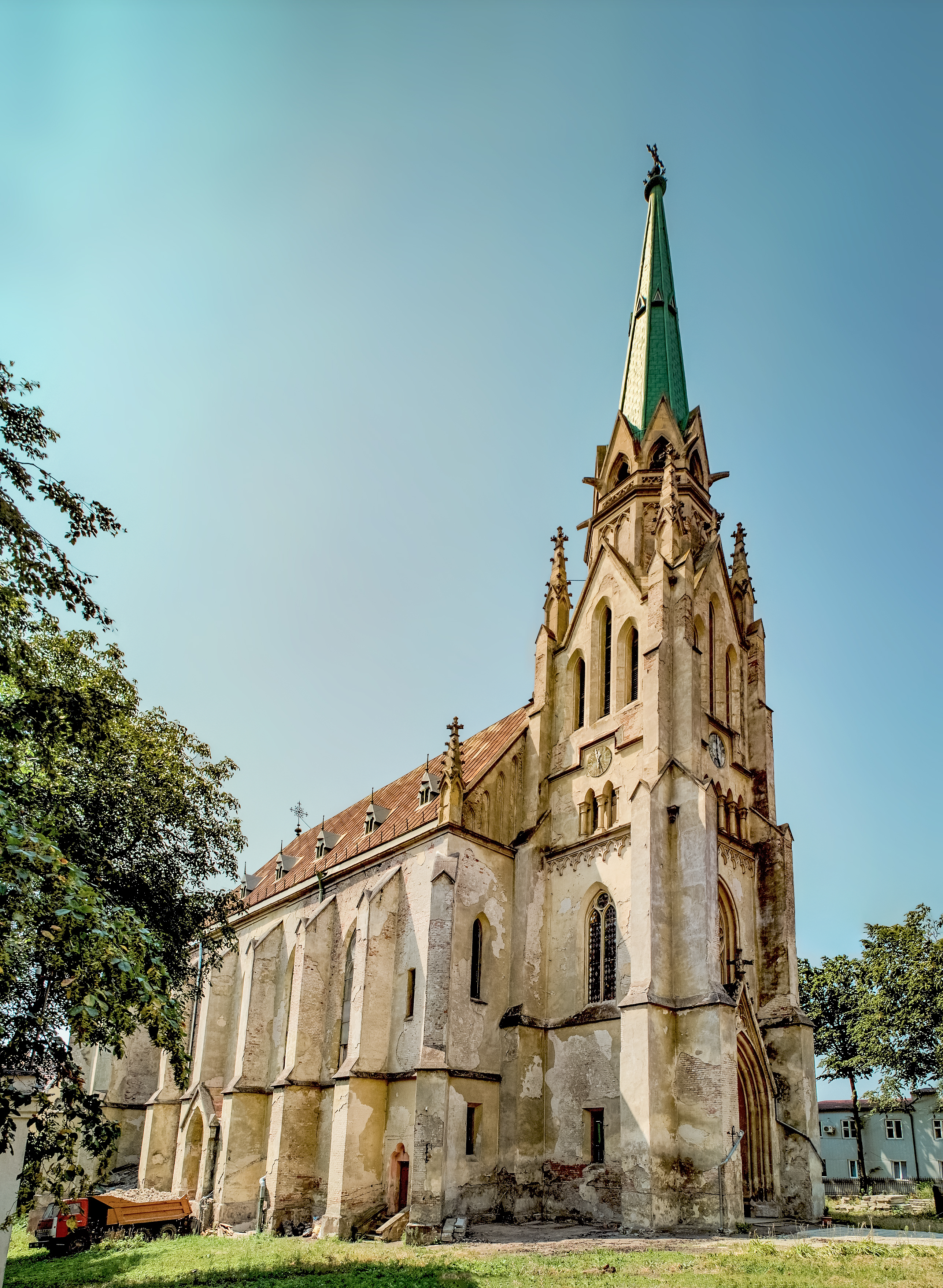
Костёл Сердце Иисуса

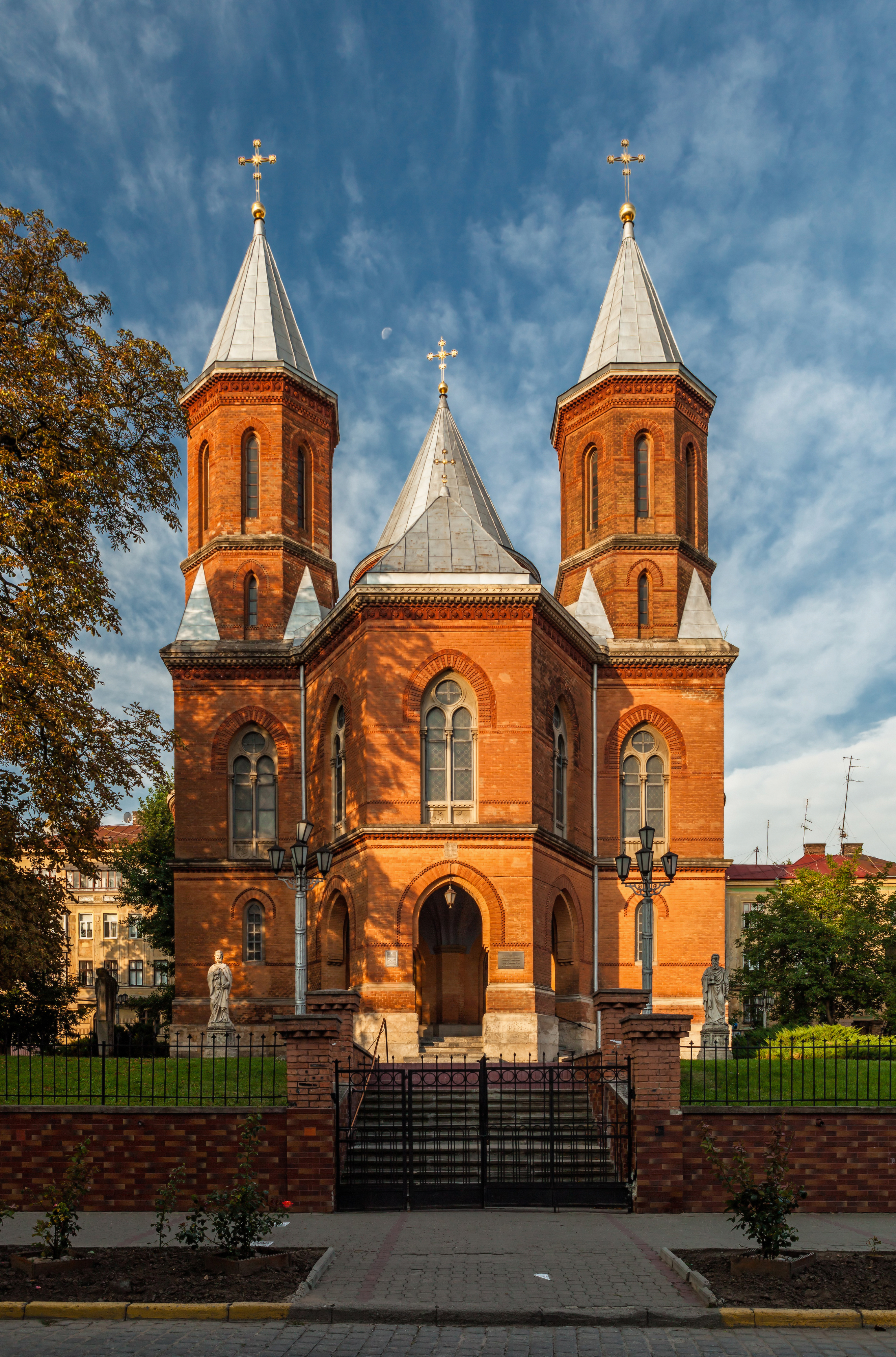
Армянская церковь

В течение веков Черновцы сформировались как город с уникальной разностилевой архитектурой, богатым культурным наследием и толерантной атмосферой. Его планировка при значительных перепадах в рельефе создаёт разнообразие пейзажей, горизонт которых усложняют купола храмов разных конфессий и часовая башня городской ратуши. В гору от реки Прут тянутся старинные улочки, извилистые, сломанные крутыми поворотами. На пологих террасах они образуют густую уличную сеть, прорезанную широкими магистралями, которые ведут к Центральной площади Черновцов. Экскурсия по старому городу австрийского периода предоставит возможность ознакомиться с архитектурным ансамблем XIX — начала XX веков, который известен своими стильными сецессийными зданиями, созданными представителями венской школы модерна Отто Вагнера. Архитектурной жемчужиной Черновцов по праву считается ансамбль бывшей Резиденции митрополитов Буковины и Далмации, который 28 июня 2011 года был включён в список объектов всемирного культурного наследия ЮНЕСКО.
Из Черновцов можно осуществить интересные загородные экскурсии. Недалеко от города находятся 2 из семи чудес Украины: Хотинская (70 км) и Каменец-Подольская крепости (100 км), а также жемчужина Украинских Карпат — г. Яремче (130 км).
В Черновцах есть около 20 отелей общей вместительностью свыше 1300 мест, которые предлагают номера от «экономкласса» до «люкс-апартаментов». Почти всеми отелями предоставляются услуги питания в собственных ресторанах, парковки автомобиля и т. п. В городе работают свыше 300 ресторанов, баров, кафе и пиццерий на любой вкус и кошелёк: от предприятий быстрого питания до ресторанов традиционной украинской и изысканной французской кухни. В Черновцах есть свыше 700 магазинов, около десяти торговых центров, а также один из крупнейших рынков западной Украины — «Калиновский», где можно найти любой товар.
27 июня 2011 года 35-я сессия комитета Всемирного наследия ЮНЕСКО приняла решение о включении в список Всемирного культурного наследия центрального корпуса университета — бывшей резиденции митрополитов Буковины и Далмации.
В 2012 году Черновцы признали самым комфортным городом Украины.
На день города в Черновцах ходят бесплатные троллейбусные маршруты, всем желающим предлагаются бесплатные экскурсии по Университету.
|  |  |  |  |  |

## Образование

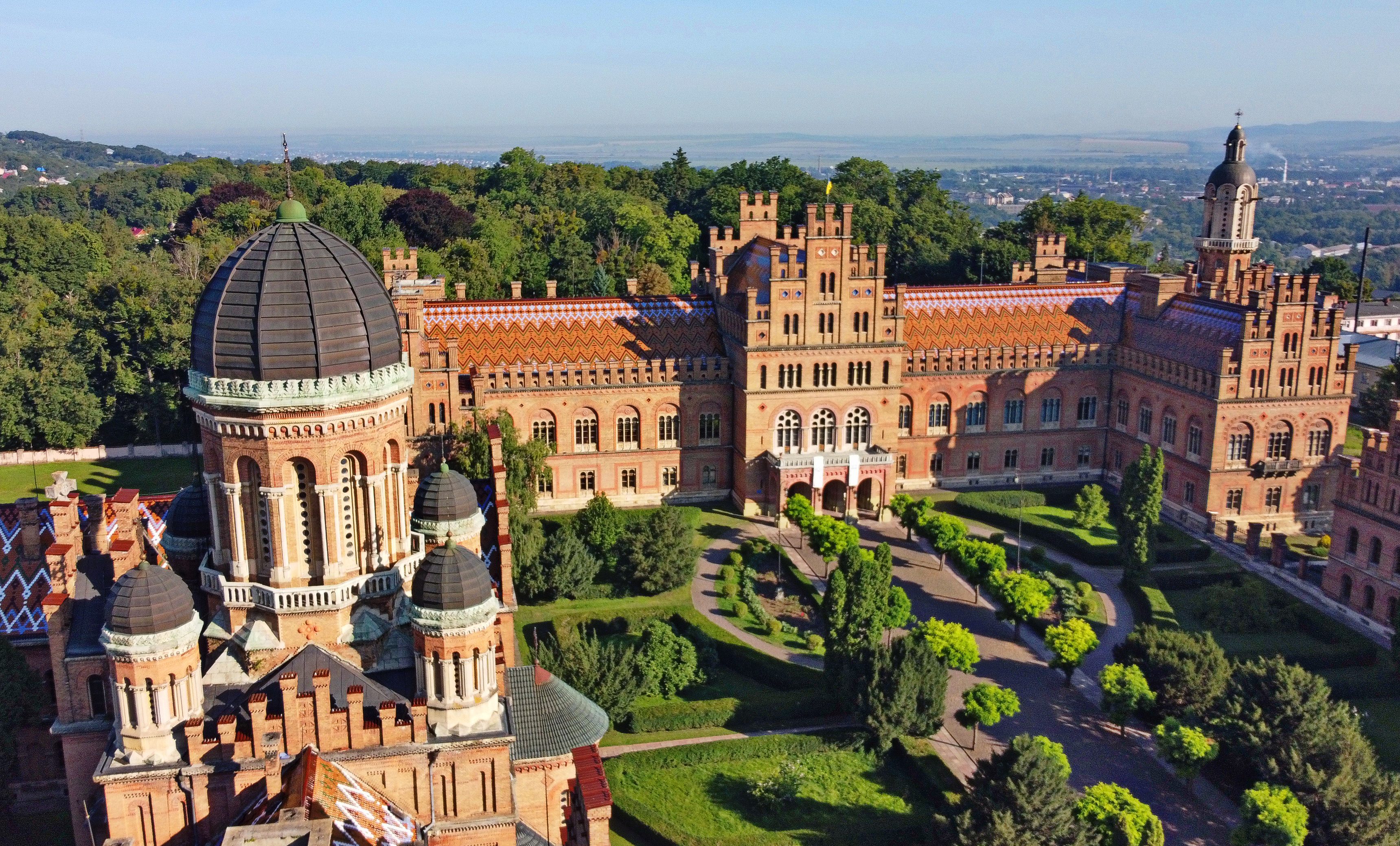
Черновицкий национальный университет (бывшая резиденция митрополитов Буковины)

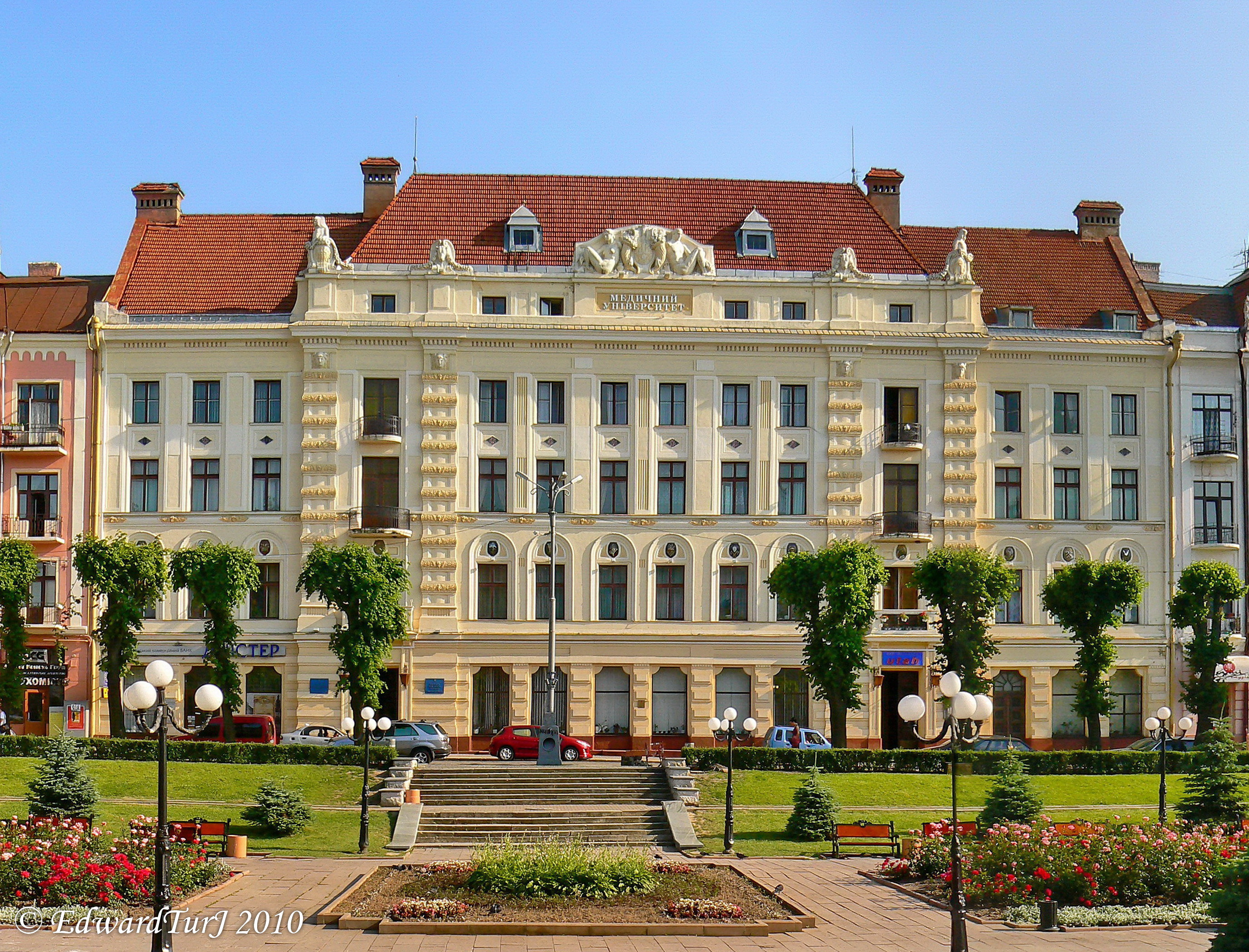
Буковинский государственный медицинский университет

Регуляторные функции в области дошкольного и школьного образования осуществляет Управление образования Черновицкого городского совета. Состоянием на январь 2008 года в городе функционировало 54 школы, в 890 классах которых училось 22894 школьников, а в 52 детских дошкольных учебных заведениях воспитывались 8140 детей.
Высшее образование в Черновцах представлено 5 ВУЗами:
- Черновицкий Национальный университет;
- Черновицкий торгово-экономический институт Киевского национального торгово-экономического университета — готовит специалистов в сфере торговли, туристического и ресторанного бизнеса, финансов и бухгалтерии, экономики предприятия;
- Буковинский государственный медицинский университет — ведёт подготовку врачей и медицинских сестёр;
- Экономико-правовой институт — первый частный ВУЗ, готовит правоведов, финансистов, бухгалтеров, экономистов;
- Черновицкий факультет Национального технического университета «Харьковский политехнический институт».

## Культура

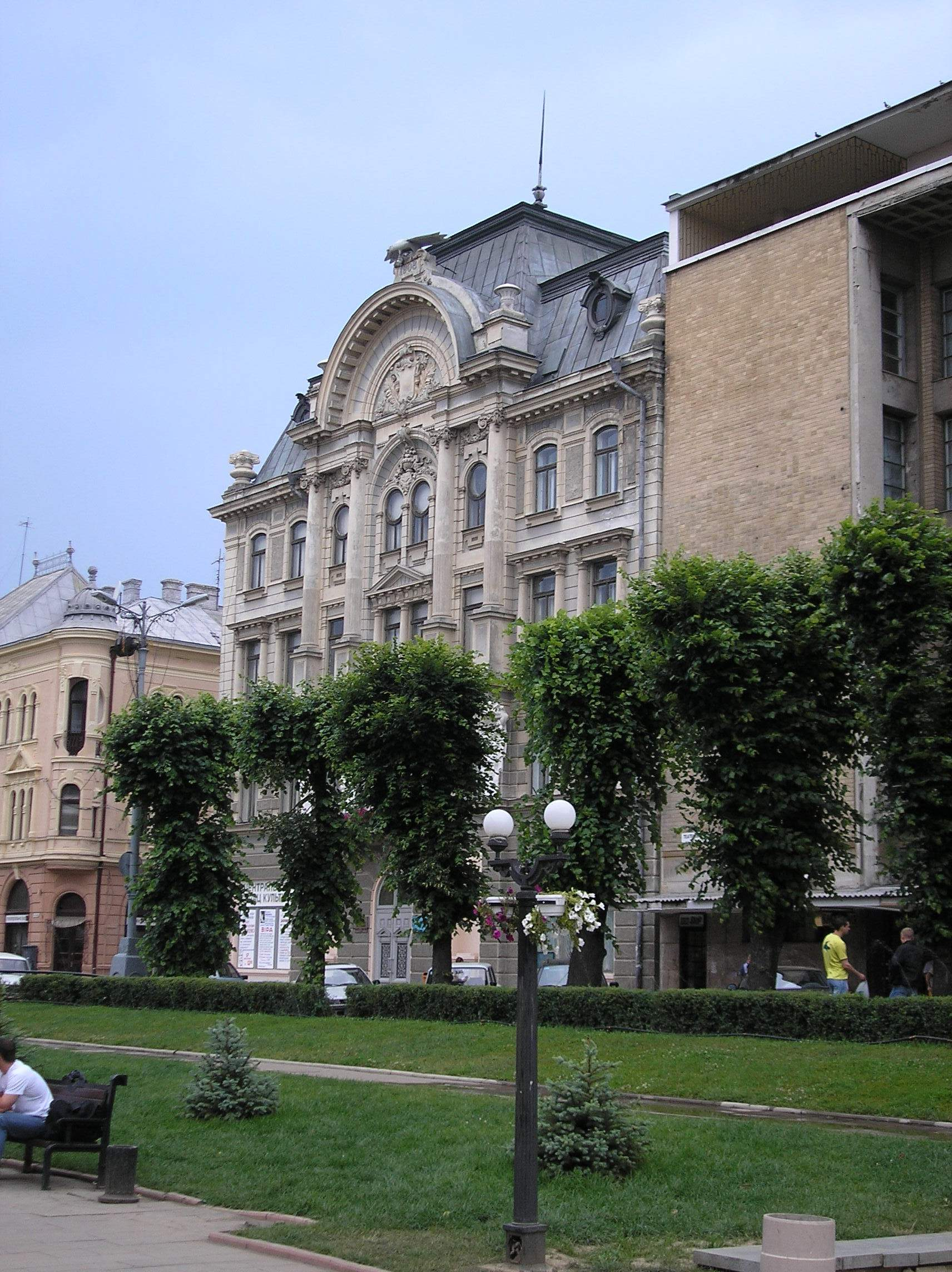
Областной дворец культуры и Еврейский народный дом на первом этаже

В Черновцах функционируют 3 театра, областная филармония, зал органной музыки, многочисленные музеи, 5 кинотеатров, 41 библиотека, центральный дворец культуры и 17 учреждений культуры клубного типа; культурный отдых горожан также обеспечивают парки и многочисленные скверы.

### Театр и музыка
Музыкально-драматический театр им. Ольги Кобылянской — бывший харьковский Театр Революции, привезённый на Буковину. Его репертуар состоит из украинской и зарубежной классики, спектаклей современных авторов, разных по жанрам. Здание театра было построено венскими архитекторами Фердинандом Фельнером и Германом Гельмером, владельцами архитектурного бюро «Fellner & Helmer» в 1904—1905 годах и является архитектурным «двойником» театра в германском Фюрте.
Кроме того, в городе с 1980 г. действует областной театр кукол. Его репертуар разнообразен, ориентирован в основном на детского зрителя, хотя театр постепенно расширяет свою аудиторию. Театр расположен в историческом «Доме полковника» — втором каменном доме (после «Дома генерала») в истории города.
Музыкальная жизнь города представлена областной филармонией, которая объединяет почти 80 видов сценического искусства. В филармонии начинали свой творческий путь на профессиональной сцене народные артисты Украины София Ротару, Левко Дутковский, Назарий Яремчук, Василий Зинкевич, Павел Дворский и др. Сегодня здесь работают такие творческие коллективы:
- Заслуженный академический Буковинский ансамбль песни и танца Украины (1944 г.);
- Камерный оркестр (1975 г.);
- Концертная группа солистов «Музыкальная просвита» (1953 г.);
- Дуэт «Писанка» (1990 г.);
- Симфонический оркестр (1992 г.);
- Камерный хор (1993 г.);
- Эстрадная группа п/р нар. арт. Украины Л. Дутковского (1998 г.).

В 1992 г. в армянской католической церкви открыли Зал органной и камерной музыки — филиал областной филармонии.

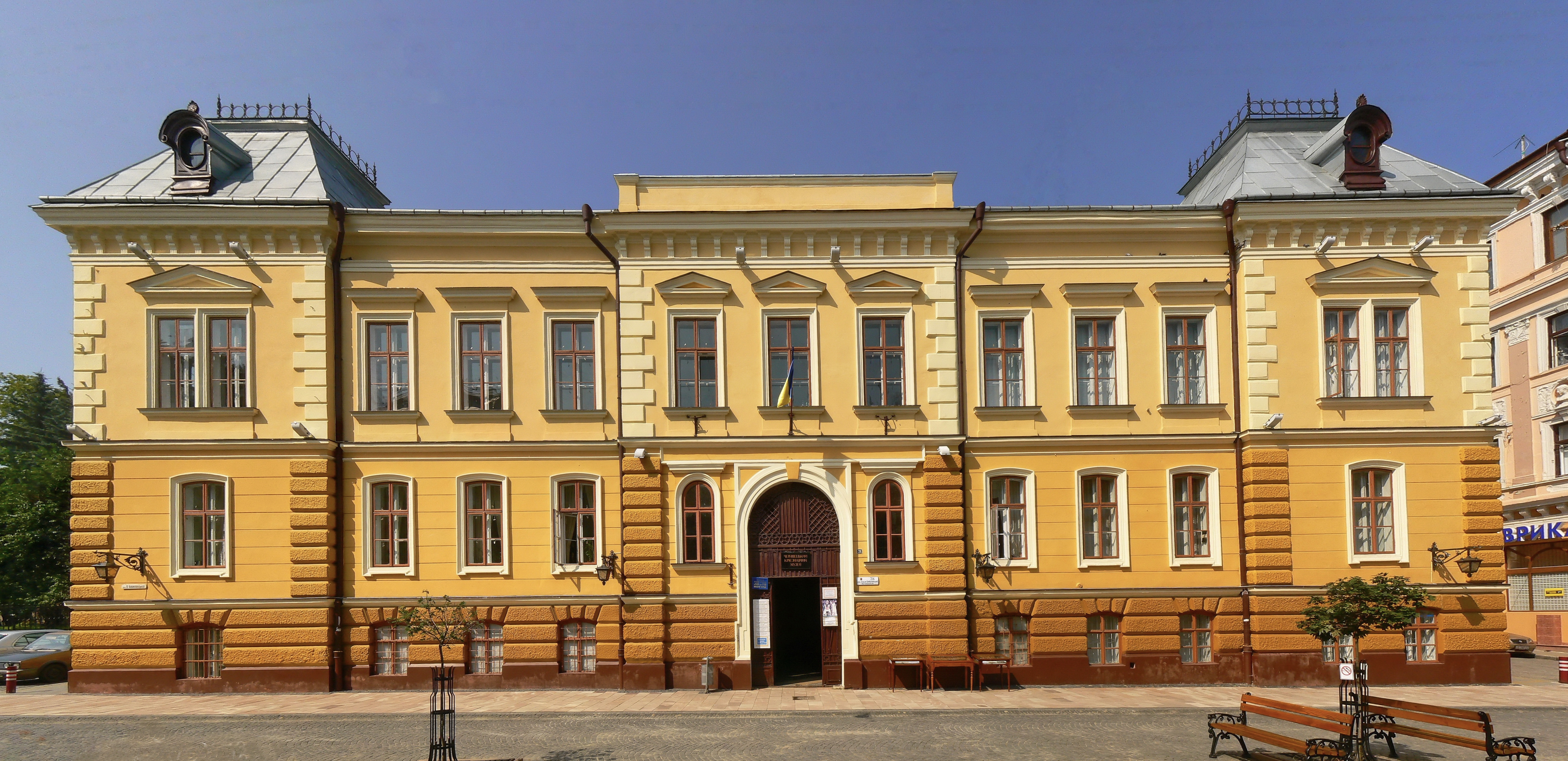
Черновицкий краеведческий музей

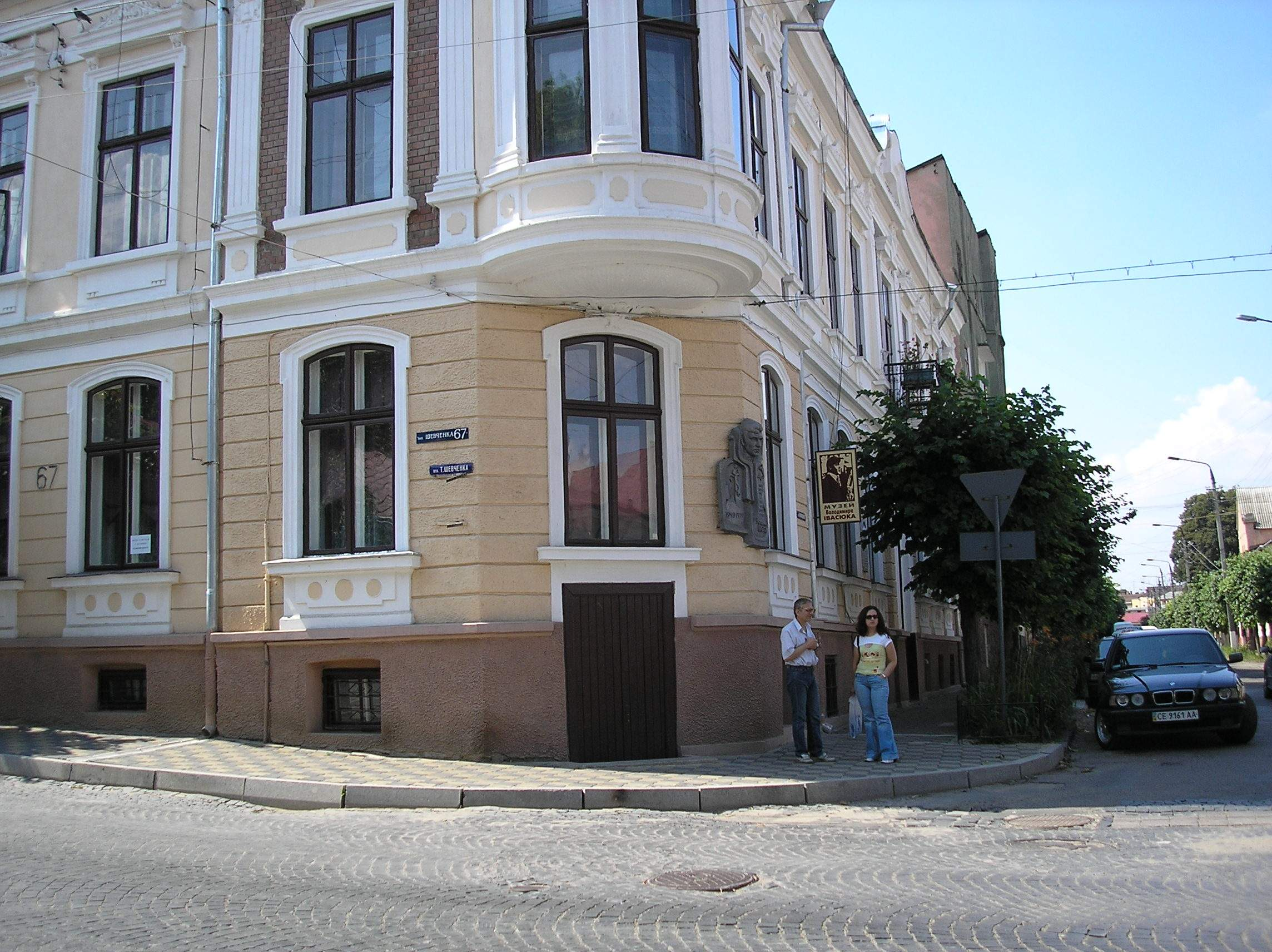
Мемориальный музей В. Ивасюка

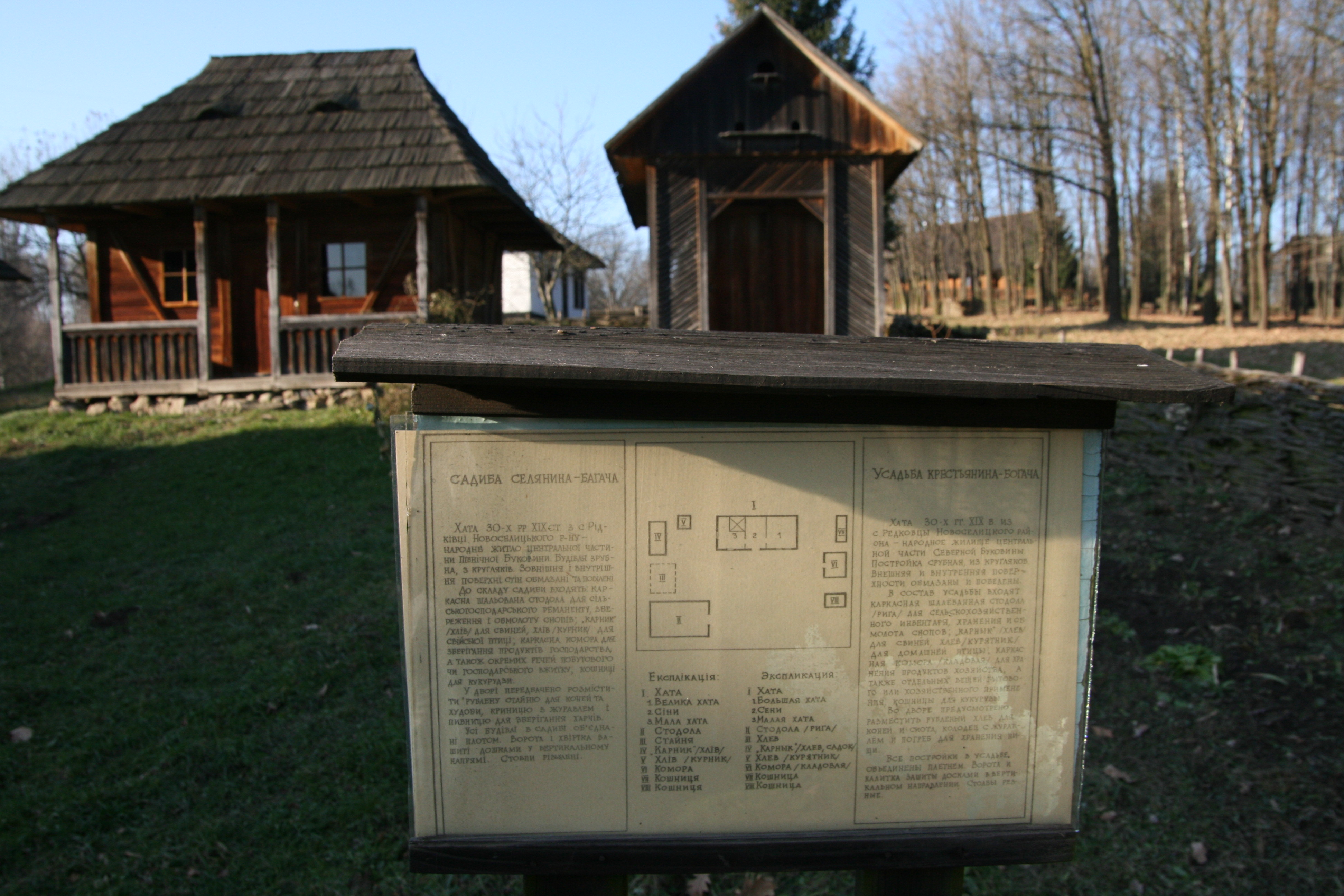
Музей буковинской диаспоры

### Музеи
- Черновицкий краеведческий музей — наибольшее собрание материалов и артефактов природы, истории и культуры Черновицкой области, многие из которых перекочевали из Буковинского краевого музея: коллекция старопечатных книг, в том числе Острожская Библия Ивана Фёдорова; большое и хорошо подобранное собрание этнографических материалов, нумизматики, писанкарства, предметов быта населения Черновицкой области; очень ценная коллекция памятников археологии и много другого;
- Черновицкий художественный музей. Само здание музея представляет художественную ценность: в его оформлении виртуозно сочетаются скульптура, живопись, лепнина, витражи, художественный металл. Здесь создана коллекция уникальных буковинских народных образов и икон на стекле XIX—XX вв., буковинских народных ковров XIX—XX вв., буковинских и гуцульских писанок. Экспозиция музея даёт возможность проследить развитие живописи на Буковине начиная с XIX в.;
- Музей истории и культуры евреев Буковины (Театральная пл., 10). Расположенный в бывшем Еврейском народном доме (ныне Центральный городской дворец культуры). Основная концепция музея — отображение и подчёркивание характерных черт именно буковинского еврейства — буковинского феномена XIX — начала XX веков на Буковине, который существенно отличался от феноменов соседних галицкого, бессарабского и подольского еврейства.
- Музей народной архитектуры и быта — архитектурно-ландшафтный комплекс, который состоит из памятников народной архитектуры и быта конца XVIII — первой половины XX вв. Под открытым небом воссоздано старинное буковинское село, насчитывающее около 35 сооружений, перевезённых из разных уголков области и реконструированных в первоначальном виде с соответствующим природным окружением: крестьянские усадьбы разных социальных слоёв населения, мельницы-ветряки, кузница, корчма, сельская управа, церковь с колокольней и др.;
- Литературно-мемориальный музей Ольги Кобылянской;
- Литературно-мемориальный музей Юрия Федьковича;
- Мемориальный музей В. Ивасюка;
- Музей буковинской диаспоры;
- Музей авиации и космонавтики.

## Архитектурное наследие города

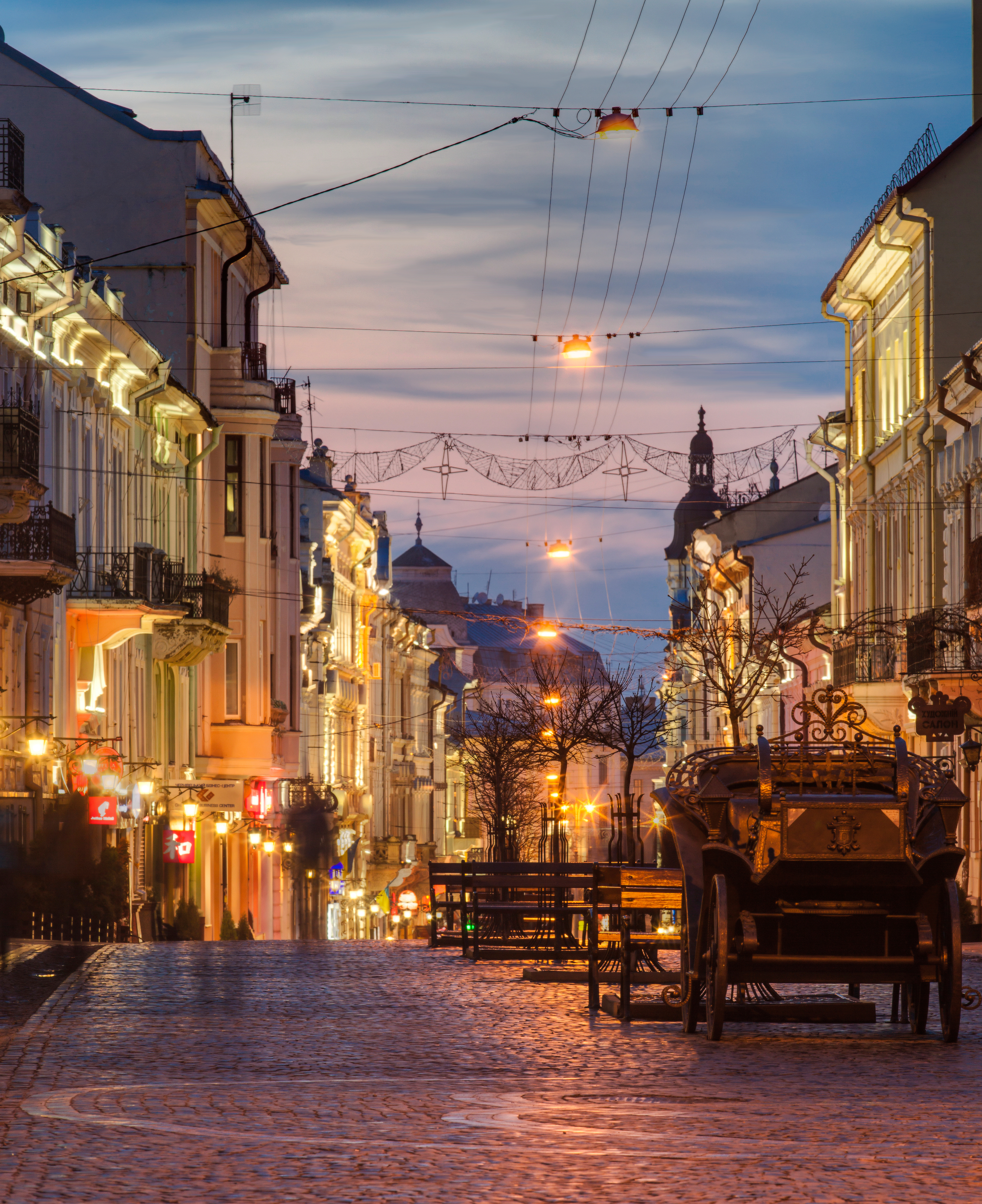
Улица Ольги Кобылянской

### Архитектурный ансамбль Центральной площади

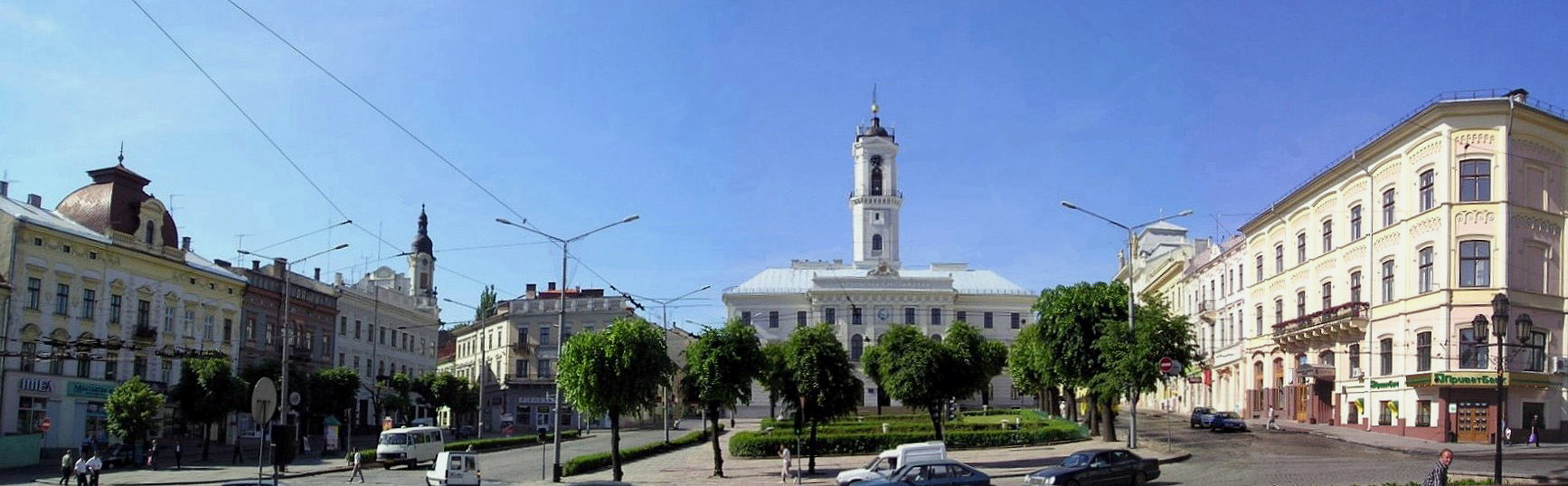
Центральная площадь

Центр Черновцов олицетворяет Центральная площадь, в прошлом площадь Рынок (нем. Ringplatz), — сердце города вот уже почти два столетия. Идея создания площади родилась у самого австрийского императора Иосифа ІІ. В 1786 году во время посещения Черновцов он предложил создать на тогдашней южной окраине города просторную площадь, где был бы рынок. Уже по крайней мере в первые десятилетия XIX в. площадь получила статус главной, о чём указал император Франц I в своём дневнике во время путешествия по городу в августе 1817 года.
Архитектурный ансамбль площади Рынок, который начал формироваться на рубеже XVIII—XIX веков, стал олицетворять новый облик города. Однако действительно европейский вид площадь обрела лишь после сооружения здесь в 40-х годах XIX века ратуши, которая навсегда закрепила за ней статус центра Черновцов. Она построена в стиле позднего классицизма с высокой башней и внутренним двориком. Сегодня с балкона башни каждый день, ровно в 12, на все четыре стороны города звучит мелодия песни C. Сабадаш «Маричка», которую играет трубач в буковинском народном костюме.
В течение 1900—1901 годов рядом с ратушей появилось импозантное трёхэтажное здание дирекции Буковинской сберегательной кассы, в котором сегодня находится художественный музей. Оно было построено по проекту талантливого ученика Отто Вагнера венского архитектора Губерта Гесснера. Это здание справедливо считается классическим образцом венской сецессии, одним из наиболее изысканных памятников модерна в Центрально-Восточной Европе.

### Архитектурный ансамбль Театральной площади

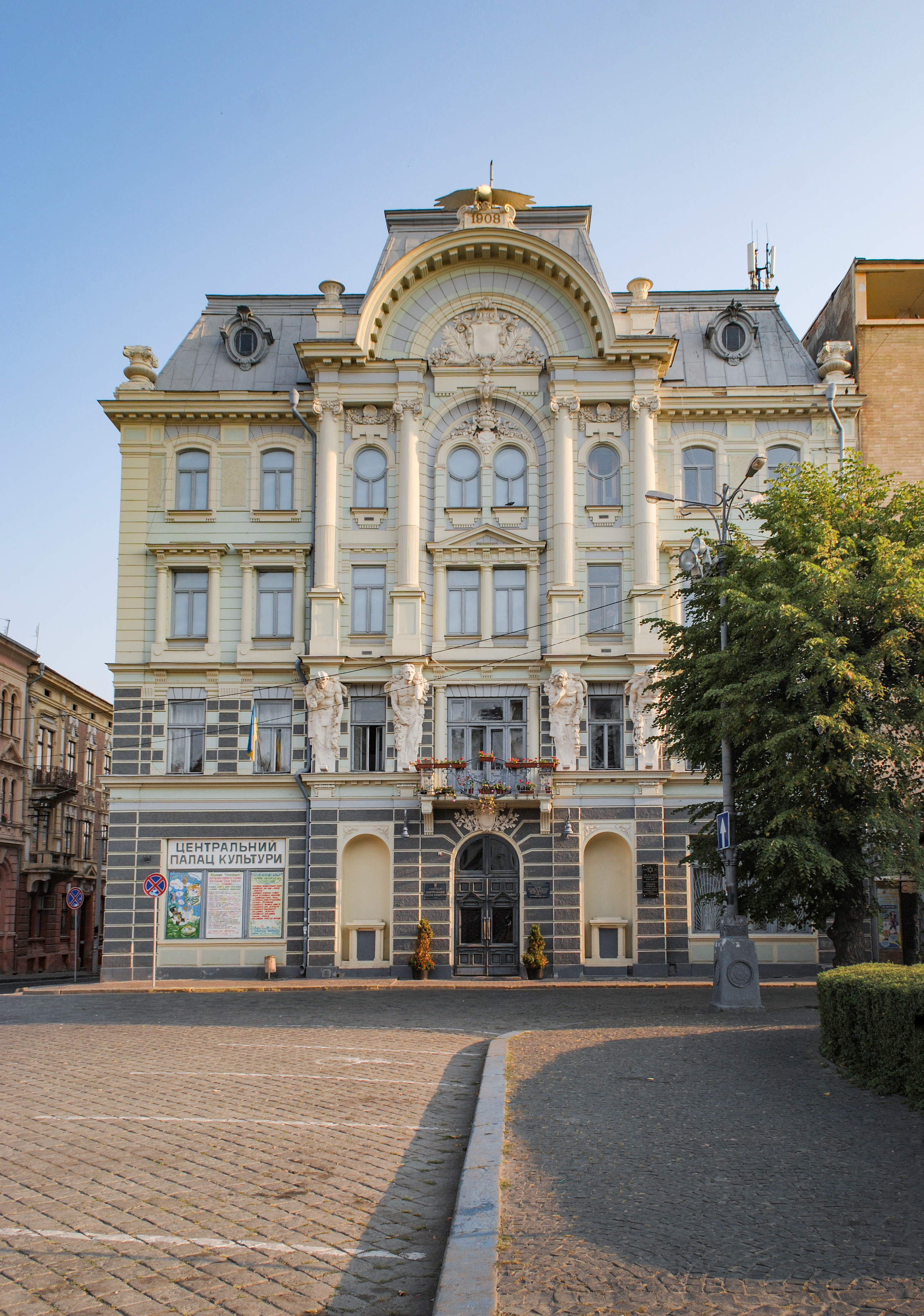
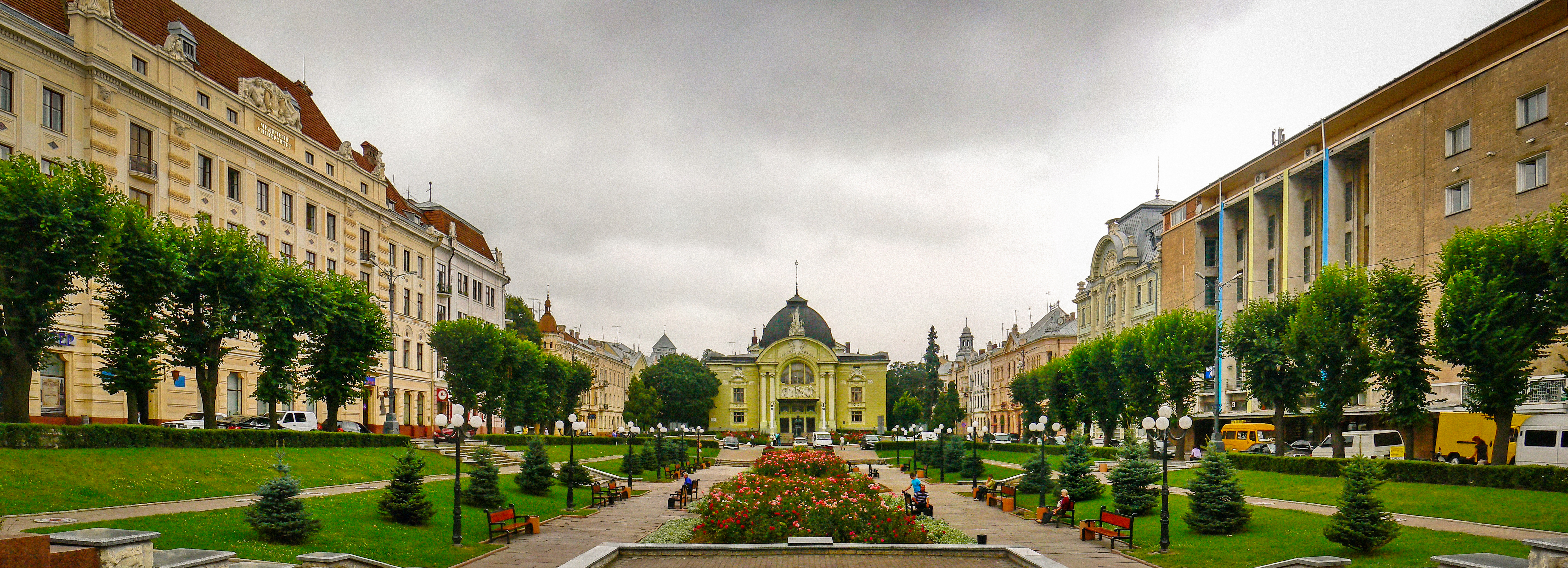
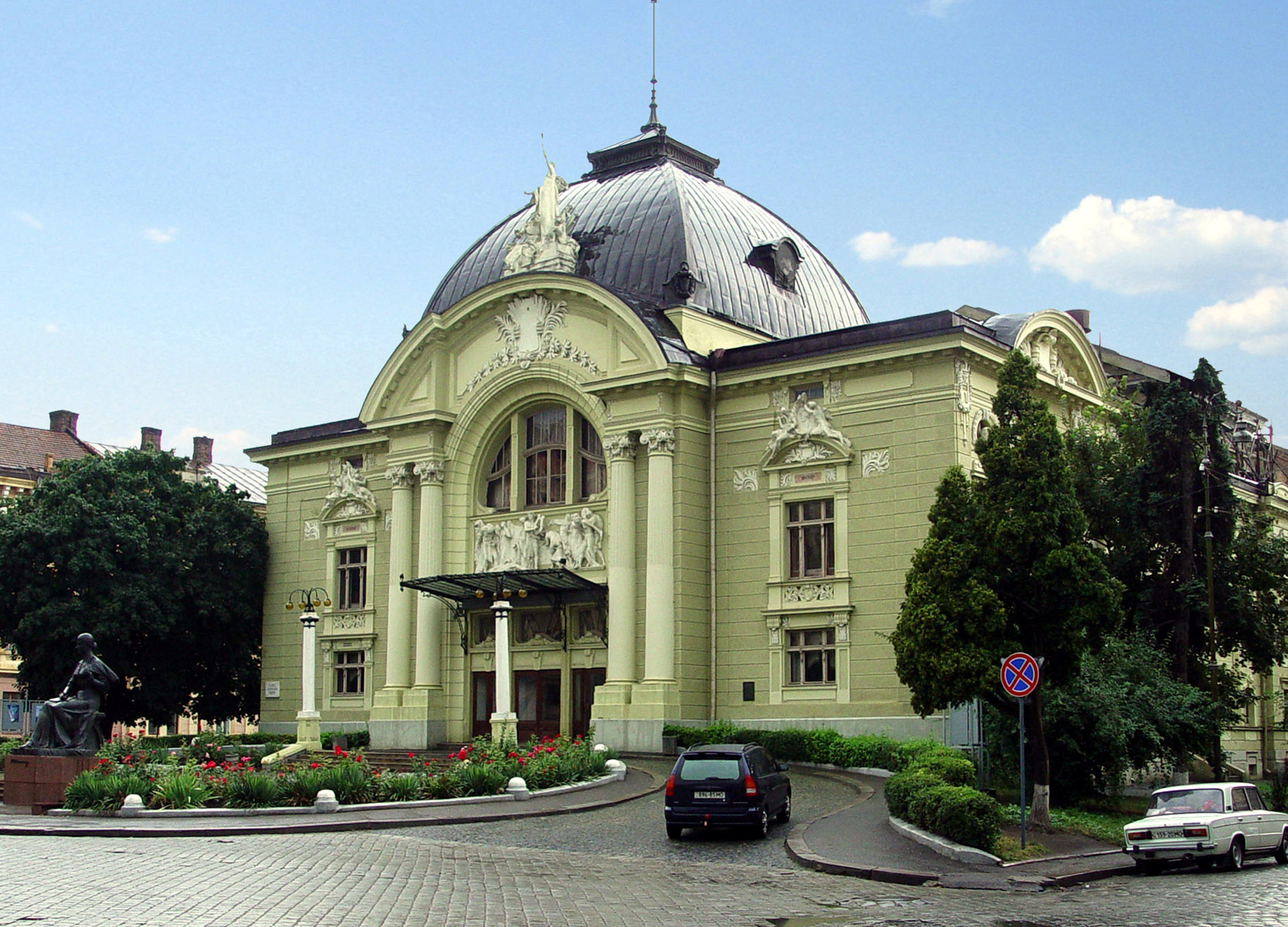

В конце XVIII века там, где теперь Театральная площадь, была окраина города, за которой начинался густой лес. В середине XIX века здесь торговали зерном, а позднее — рыбой, и так она стала называться Рыбной (нем. Fischplatz). Активная застройка площади началась в первом десятилетии XX в. Перевоплощение этого городского торжища в импозантную и стильную европейскую площадь произошло благодаря возведению здесь в 1904—1905 гг. нового городского театра.
Черновицкий театр — творение знаменитой венской фирмы Фельнера и Гельмера, известной в Европе строительством 43 театров, среди которых Венская и Одесская оперы. Он был построен за два года и по красоте не уступал лучшим театрам Европы. Об этом воплощении художественных амбиций черновчан красиво сказал австрийский публицист Г. Гайнцен: «Черновицкий театр — это мечта из бархата и золота, спроектированная венскими архитекторами Гельмером и Фельнером. И всё же их пригласили на работу в Черновцы лишь после того, как по их проектам были построены театры в Вене и Одессе. Черновицкий театр — это памятник осведомлённым с культурой черновчанам, которые больше всего боялись получить репутацию провинции и стремились ни в чём не уступать уважаемому метрополю Вене».

### Архитектурный ансамбль Резиденции митрополитов

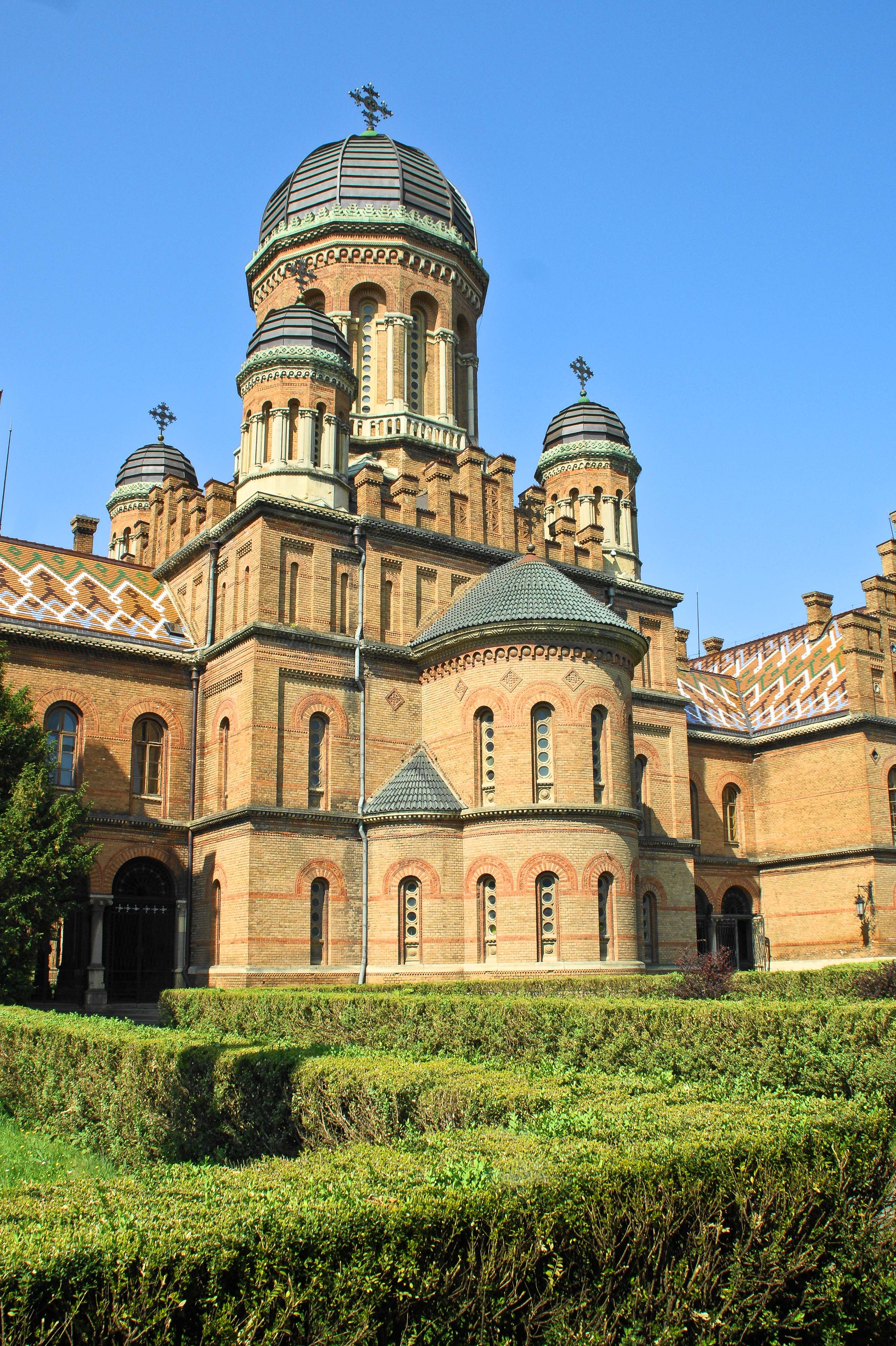
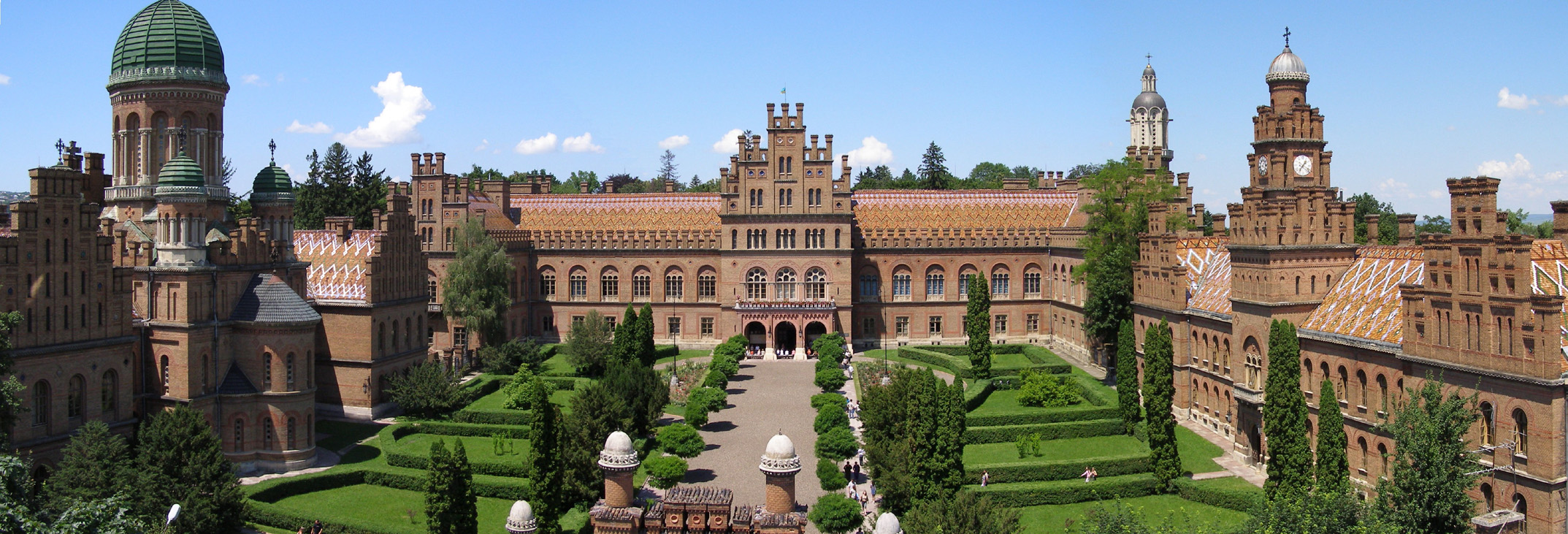
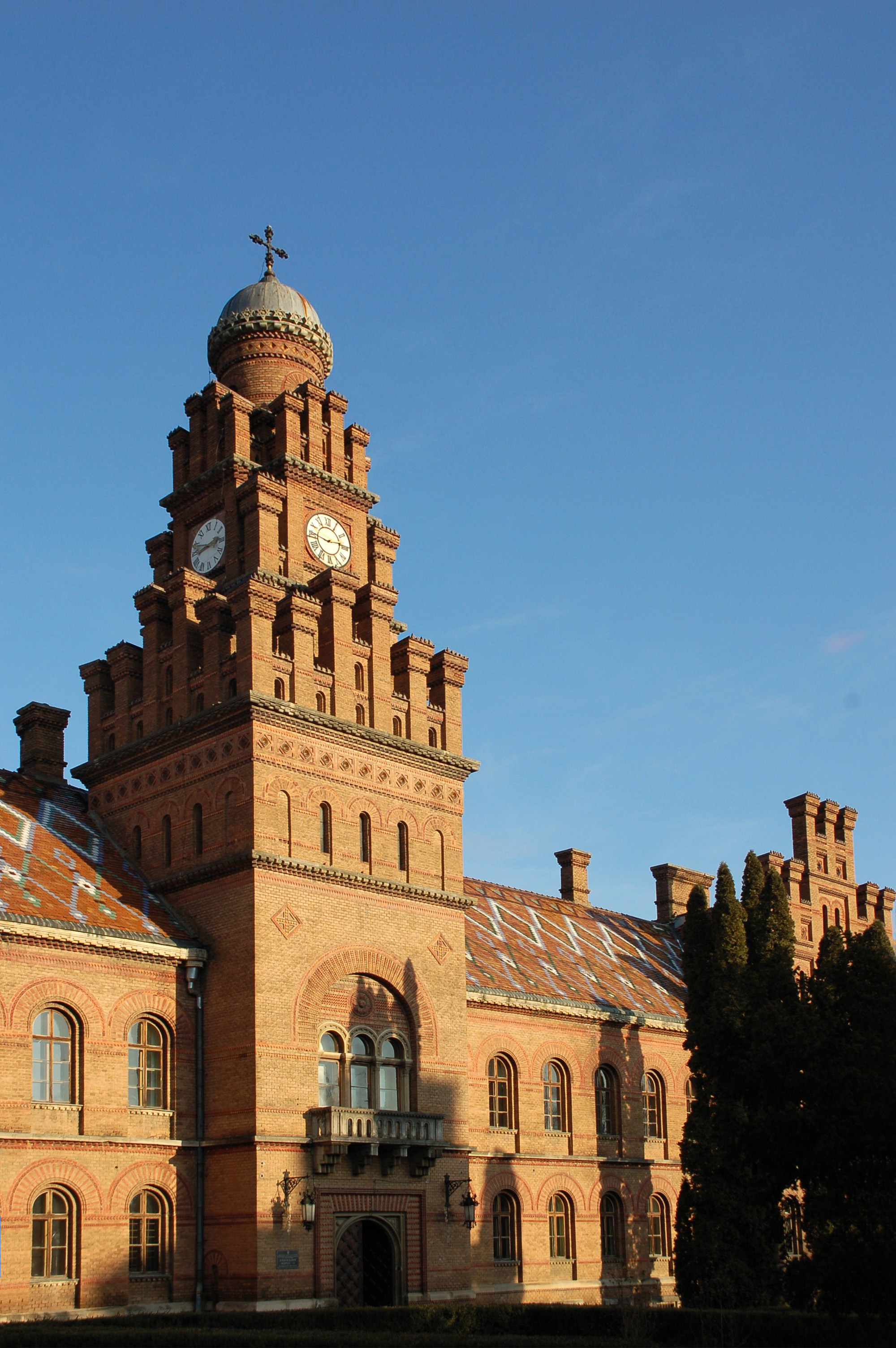

Среди памятников зодчества Черновцов особое место занимает архитектурный ансамбль бывшей Резиденции православных митрополитов Буковины и Далмации, где сейчас находится Черновицкий национальный университет имени Юрия Федьковича. Митрополитская резиденция была построена в 1882 году благодаря усилиям епископа Евгения (Гакмана). Ещё в 1863 году он добился от австрийского кайзера разрешения на строительство новой резиденции, достойной столицы Буковины. В следующем году владыка Гакман уже заложил краеугольный камень в фундамент будущей резиденции.
Резиденция митрополитов Буковины и Далмации 28 июня 2011 года на 35-й сессии комитета ЮНЕСКО включена в список Всемирного наследия.

### Памятники архитектуры
- Николаевская деревянная церковь (с 1607, реставрировалась 1954);
- каменная церковь Святого Юрия (Георгиевская) на Горече (1767, в стиле барокко);
- деревянная Троицкая церковь в Магале (1774), перенесённая в 1874 в Клокучку;
- деревянная Успенская церковь на Каличанке (1783);
- городская ратуша с двухъярусной 45 метровой башней в стиле ампир (1843—1847, архитектор А. Микулич);
- греко-католическая церковь (1821 в стиле ампир; перестроена в 1920-х годах в стиле украинского барокко);
- Свято-Духовский кафедральный собор УПЦ МП в стиле позднего классицизма с элементами византийского стиля (1844—1864, архитектор Ф. Релли);
- церковь святой Параскевы в псевдороманском стиле, закончена 1862 (архитектор А. Павловский);
- Резиденция митрополитов Буковины и Далмации (с 1956 — одно из зданий Черновицкого университета), архитектор Й. Главка (смесь византийского, мавританского, романского, готического стилей с элементами буковинской народной архитектуры);
- армянская католическая церковь (1869—1875, архитектор Й. Главка);
- Базилика Воздвижения Всечестного Креста (1787—1814)
- Собор святого Николая Чудотворца (1914—1939)
- корпус Черновицкого университета (1874—1875);
- иезуитский костёл в неоготическом стиле (1893—1894), арх. Й. Ленцер и Л. Кукурудза;
- железнодорожный вокзал (1898—1909) в стиле сецессион (венский модерн);
- ансамбль Центральной площади с жилыми и общественными зданиями XIX—XX веков;
- ансамбль Театральной площади, включающий:

 — здание театра (1904—1905, архитекторы Ф. Фельнер и Г. Гельмер) в стиле сецессион с элементами барокко, (ныне — музыкально-драматический театр им. О. Кобылянской),
 — здание бывшей Торгово-промышленной палаты (1905—1910), (ныне — главный корпус Черновицкого медицинского университета),
 — здание бывшего Еврейского народного дома (1908), (ныне — Областной дворец культуры),
 — здание бывшего Румынского народного дома (1937—1939) — выдающийся пример архитектурного модернизма конца 1930-х годов, (после 1945 года — Дом офицеров; ныне — здание многофункционального использования: гостиница, концертный зал, библиотека, ресторан и т. д.);
- ансамбль улицы Ольги Кобылянской с жилыми и общественными зданиями XIX—XX веков в стиле неоренессанс, сецессион, ар-деко, функционализм;
- Немецкое консульство (ныне — областная медицинская библиотека) (2-я половина XIX века) — двухэтажное здание в стиле неоренессанс, интересное, прежде всего, своим интерьером: лестничной клеткой и вестибюлем второго этажа, имеющими богатую отделку из красного дерева, а также витражами, стилизованными под немецкий ренессанс XVI века;
- Немецкий народный дом (1905—1909) на ул. О.Кобылянской, архитектор Г. Фрич, — неоготическое здание с элементами фахверковой архитектуры.

## Галерея
|                                                  |                       |                                                              |             |             |
| Городская ратуша и художественный музей (справа) | Свято-Духовский собор | Резиденция буковинских митрополитов, церковь Трёх Святителей | Главпочтамп | Дом-корабль |

|                                       |                       |                       |                       |                                         |
| Церковь Архангелов Михаила и Гавриила | Немецкий народный дом | ул. Ольги Кобылянской | Бывший Дворец юстиции | Базилика Воздвижения Всечестного Креста |

## Города-побратимы
Город Черновцы имеет побратимские отношения с такими городами:
- Саскатун (Канада)
- Клагенфурт-ам-Вертерзе (Австрия)
- Конин (Польша)
- Ноф-ха-Галиль (Израиль)
- Сучава (Румыния)
- Тимишоара (Румыния)
- Кишинёв (Молдова)
- Солт-Лейк-Сити (США)
- Дюссельдорф (Германия)
- Мец (Франция)[28]
- Мангейм (Германия)[29]
- Измир (Турция)[30]

## Разное

### Художественные фильмы, снимавшиеся в Черновцах
- Закон жизни (1940)[31]
- Мечта (1941)
- Гадюка (1965)[32]
- На войне как на войне (1968)
- Сергей Лазо (1968)
- Сердце Бонивура (1971)
- Проверка на дорогах (1971, эпизод)
- Последний гайдук (1972)[33]
- Марк Твен против (1976)
- Где ты был, Одиссей? (1978)
- Рождённые бурей (1981)[34]
- Шляпа (1981)
- Баллада о доблестном рыцаре Айвенго (1982)
- Маленькое одолжение (1984)
- Меньший среди братьев (1984)
- Опасно для жизни (1985)
- Меланхолический вальс (1990)
- Певица Жозефина и мышиный народ (1994)[35]
- Юденкрайз или Вечное колесо (1996)[36]
- Утёсов. Песня длиною в жизнь (2006)
- Иван Сила (2013)
- Тени незабытых предков (2013)
- По законам военного времени (2015)

### Документальные фильмы, снимавшиеся в Черновцах
- Буковина, земля украинская (1940)[37]
- Стратегия победы (1985). Фильм 5 — Освобождая Европу[38]

### СМИ, печатные издания
Газеты
- «Молодой буковинец» (укр. Молодий буковинець)
- «Черновцы» (укр. Чернівці)
- «Сутки» (укр. Доба)
- «Буковина»
- «Версии» (укр. Версії)
- «Буковинское Вече» (укр. Буковинське Віче)
- «Время» (укр. Час)
- «Свобода Слова»
- «Взгляд» (укр. Погляд)
- «Ріо»
- «Новости от Юстиції» (укр. Новини від Юстиції)
- Онлайн СМИ «Платиновая Буковина»
- Онлайн СМИ «Евромисто»
- Информагентство г. Черновцы Западное агентство новостей «ЗАН»

Телеканалы
- ЧДТРК «Буковина» — региональный телеканал Черновицкой области
- ТРК Черновцы (укр. ТРК Чернівці)
- Телеканал ТВА
- ТК «Черновицкий луч» (укр. Чернівецький промінь)
- Город ТБ (укр. Місто ТБ)

FM-радиостанции
- 91,3 МГц — «Русское Радио Украина»
- 100,0 МГц — «Буковинская Волна» (укр. Буковинська Хвиля)
- 101,2 МГц — «Радио Пятница»
- 102,4 МГц — «Люкс FM»
- 103,2 МГц — «Радио 10»
- 103,6 МГц — «Эра FM»
- 105,0 МГц — «Ретро FM»
- 106,6 МГц — «Блеск FM» (укр. Блиск FM)

Память
В российском городе Рязань есть улица Черновицкая (ранее, до 1970-х годов, называвшаяся проспектом Энтузиастов), названная в честь г.Черновцы, ставшего побратимом Рязани.
Также улица Черновицкая есть в Астрахани, Волгограде, Воронеже, Сочи, Уфе.